# ビートルズ
ビートルズ（The Beatles）は、1960年代から1970年にかけて活動したイギリス・リヴァプール出身のロックバンド、および20世紀を代表する音楽グループである。音楽誌『ローリング・ストーン』による「ローリング・ストーンの選ぶ歴史上最も偉大な100組のアーティスト」において第1位にランクインしており、経済紙ウォール・ストリート・ジャーナルの統計算出に基づく「史上最も人気のある100のロックバンド」でも1位となっている。グラミー賞を8回受賞し、25回ノミネートされている。
1957年にジョン・レノンがバンド「クオリーメン」を結成し、1960年に「ビートルズ」に改名。1962年10月5日にEMIパーロフォンからデビューし、1970年4月10日に事実上解散した（法的な解散決定は翌1971年4月26日、正式解散は1975年1月9日）。"Fab Four/Fab4" という通称でも知られる。
活動期間中、母国のイギリスで12作 のオリジナル・アルバムを発売し、そのうち11作が全英アルバムチャートで週間第1位を獲得した。11作の週間第1位の合計獲得数は162週。年間売り上げ最高アルバム4作と、第1作『プリーズ・プリーズ・ミー』による連続30週第1位はいずれも1960年代の最高数。シングルは22作 発売し、そのうち17作が第1位を獲得。アメリカなど世界各国においても高い販売数を記録し、全世界でのレコード・カセットテープ・CD・ダウンロード・ストリーミングなどの売上総数は6億を超えている。外貨獲得への多大な貢献に対し、1965年10月26日に女王エリザベス2世からMBE勲章を授与されている。

## バンド名の由来
｢ザ・ビートルズ｣（The Beatles）という名称はレノンとスチュアート・サトクリフが考えた造語である。レノンの証言では1960年の4月に考案されたこの名前は、バディ・ホリーのバンド名「バディ・ホリー&ザ・クリケッツ」 を参考に、昆虫の名前かつ多義的な言葉としてビートルズ（beetle＝カブトムシ、beat＝ビート） が選ばれたという。また映画『乱暴者』 にも着想を得ている。しかし、バンド名を「ザ・ビートルズ」に改めた頃、仕事を依頼してきたブライアン・キャスは難色を示し、改名を出演条件として「ロング・ジョン&ピーシズ・オブ・シルヴァー（Long John & Pieces of Silver）」という名称を提示した。話し合いの上、互いに譲歩して「ロング・ジョン&シルヴァー・ビートルズ（Long John & Silver Beatles）」と称することになったが、その後ロング・ジョンを除いて「シルヴァー・ビートルズ（The Silver Beetles）」と称した。ただし、1960年8月から行った最初のハンブルク巡業で出演したクラブ「カイザー・ケラー」にはには「ザ・ビートルズ」として出演した。

## メンバー
基本的担当パートを太字表記
| 名前                                            | プロフィール                                                                       | 担当                                                            | 在籍期間        |
| ----------------------------------------------- | ---------------------------------------------------------------------------------- | --------------------------------------------------------------- | --------------- |
| ジョン・レノン （英語: John Lennon）            | 1940年10月9日 - 1980年12月8日（40歳没） イングランド マージーサイド州リヴァプール  | ボーカル リズムギター リードギター キーボード ハーモニカ ベース | 1960年 - 1969年 |
| ポール・マッカートニー （英語: Paul McCartney） | 1942年6月18日（83歳） イングランド マージーサイド州リヴァプール                    | ボーカル ベース リズムギター リードギター キーボード ドラムス   | 1960年 - 1970年 |
| ジョージ・ハリスン （英語: George Harrison）    | 1943年2月25日 - 2001年11月29日（58歳没） イングランド マージーサイド州リヴァプール | リードギター ボーカル リズムギター シタール キーボード ベース   | 1960年 - 1970年 |
| リンゴ・スター （英語: Ringo Starr）            | 1940年7月7日（85歳） イングランド マージーサイド州リヴァプール                     | ドラムス パーカッション ボーカル                                | 1962年 - 1970年 |

| 名前                                                | プロフィール                                                                      | 担当              | 在籍期間        |
| --------------------------------------------------- | --------------------------------------------------------------------------------- | ----------------- | --------------- |
| ピート・ベスト （英語: Pete Best）                  | 1941年11月24日（83歳） イギリス領インド帝国 マドラス管区 マドラス                 | ドラムス ボーカル | 1960年 - 1962年 |
| スチュアート・サトクリフ （英語: Stuart Sutcliffe） | 1940年6月23日 - 1962年4月10日（21歳没） スコットランド エディンバラ               | ベース ボーカル   | 1960年 - 1961年 |
| チャス・ニュービー （英語: Chas Newby）             | 1941年6月18日 - 2023年5月22日（81歳没） イングランド ブラックプール               | ベース            | 1960年          |
| ノーマン・チャップマン （英語: Norman Chapman）     | 1937年 - 1995年7月（58歳没）。                                                    | ドラムス          | 1960年          |
| トミー・ムーア （英語: Tommy Moore）                | 1931年9月12日 - 1981年9月29日（50歳没） イングランド マージーサイド州リヴァプール | ドラムス          | 1960年          |

| 名前                                  | プロフィール                                 | 担当     | 在籍期間 |
| ------------------------------------- | -------------------------------------------- | -------- | -------- |
| ジミー・ニコル （英語: Jimmie Nicol） | 1939年8月3日（86歳） - イングランド ロンドン | ドラムス | 1964年   |

ジョン・レノンがスキッフル・バンド「クオリーメン」を1957年に結成。それ以降はジョニー&ザ・ムーンドッグス、ロング・ジョン&シルヴァー・ビートルズ、シルヴァー・ビートルズと改名しており、ビートルズと称するまでに複数のメンバーが入れ替わっている。ビートルズと称してから在籍したメンバーは通算6名。そのうち2名は1962年10月5日にシングル『ラヴ・ミー・ドゥ』でデビューする前に脱退している。その一人、スチュアート・サトクリフは1960年1月に加入してベース担当になり、1961年に行われた2度目のハンブルク巡業後にバンドを脱退。その後、1962年4月10日に21歳で死去した。もう一人のピート・ベストは、1960年8月に行った最初のハンブルク巡業の直前にドラムス担当として加入したが、1962年8月16日に解雇される。スターが「ロリー・ストーム & ザ・ハリケーンズ」から8月18日にビートルズへ加入した。

### 基本編成
1962年10月のデビュー時点では「ギター×2、ベース、ドラムス」という編成であった。これは1961年に「ギター×3、ベース、ドラムス」という編成で行われた2度目のハンブルク巡業の終了後、ベースを担当していたサトクリフが脱退して4人となり、当時ギター担当だったマッカートニーがベースに転向して確立した。さらにデビュー直前の1962年8月にドラマーがベストからスターに交代、この編成は解散の時期まで続いた。また、最初の2枚のアルバムは2トラックレコーダーのみで録音であり、原則この編成で一発録りを行なった。3作目の『ハード・デイズ・ナイト』からは4トラックが導入されて多重録音が可能になったが直ぐには使用されず、5作目のアルバム『ヘルプ!』のレコーディングから「ドラムス・ベース・リズムギター」「リードギター」「ボーカル」の順に録ることが増えた。
中期から後期にかけての楽曲では、マッカートニーが主に自作曲でギターやピアノを演奏したり、レノンやハリスンがベースを弾く場合も増えた 他、1968年のアルバム『ザ・ビートルズ』（ホワイト・アルバム）のレコーディング・セッション時の一時的なスターの脱退 もあり、「バック・イン・ザ・U.S.S.R.」、「ディア・プルーデンス」はマッカートニーがドラムスを演奏している。その他にも曲によってはメンバー各々がパーカッションを演奏していることもある。リードギターは基本的にハリスンが担当しているが、曲によってはレノンもしくはマッカートニーが担当することもある。レノンはリードギターを「ユー・キャント・ドゥ・ザット」、「ゲット・バック」、「アイ・ウォント・ユー」「レボリューション」などで担当。マッカートニーは「涙の乗車券」のフェイド・アウトの部分、「タックスマン」の間奏部とラスト部分、「バック・イン・ザ・U.S.S.R.」などでリードギターを担当している。「ジ・エンド」の間奏部分はマッカートニー→ハリスン→レノンの順にリレーする形でギターソロを演奏している。

### リード・ボーカル
4人全員がいずれかの曲でリード・ボーカルを担当している。リード・ボーカルは基本的に作詞作曲した本人が担当しているが、初期の「シー・ラヴズ・ユー」「抱きしめたい」などのレノンとマッカートニーによる共作曲はレノンとマッカートニーの2人でリード・ボーカルを担当している。ハリスンは「タックスマン」、「ホワイル・マイ・ギター・ジェントリー・ウィープス」、「サムシング」、「ヒア・カムズ・ザ・サン」など、スターは「イエロー・サブマリン」、「ウィズ・ア・リトル・ヘルプ・フロム・マイ・フレンズ」、「オクトパス・ガーデン」などでリード・ボーカルを担当している。

### 曲ごとに使用された楽器
楽曲によってはギターやベース以外の楽器も使用されており、メンバー自身が担当した作品と、外部から参加した演奏者がセッションした作品がある。メンバー自身が担当した最も初期の例では、デビューシングルの「ラヴ・ミー・ドゥ」から3曲連続でレノン がハーモニカを演奏。キーボードにおいては、マッカートニーが「マーサ・マイ・ディア」、「レディ・マドンナ」、「ヘイ・ジュード」、「レット・イット・ビー」、レノン作の「セクシー・セディー」などでピアノを担当している。また『ミスター・ムーンライト』、『ルーシー・イン・ザ・スカイ・ウィズ・ダイアモンズ』ではハモンドオルガンを、「ストロベリー・フィールズ・フォーエバー」ではイントロのメロトロンをマッカートニーが演奏している。レノンは度々オルガンやエレクトリックピアノといった電子鍵盤楽器を担当しており、また1965年8月15日、ニューヨーク「シェイ・スタジアム」公演で披露された「アイム・ダウン」では原曲同様、VOXのオルガンを演奏している。「ノルウェーの森」から使用されるようになったシタールはハリスンが1965年頃に友人やバーズのデヴィッド・クロスビーの勧めで聴いたラヴィ・シャンカルのレコードがきっかけに興味を持ち、ロンドンの店で購入して使用した。1966年秋にはハリスンが自らインドに出向きシャンカルから直接指導を受けている。また、「ゲッティング・ベター」や「アクロス・ザ・ユニバース」でのタンブーラ、「ストロベリー・フィールズ・フォーエバー」でのツィターなどもハリスンが自ら担当している。「ヘルター・スケルター」ではレノンがサックスを担当している。モーグ・シンセサイザーはアルバム『アビイ・ロード』のセッション時にハリスンが導入。当時は特注品のモジュラー・システムしか存在しなかったが、「ヒア・カムズ・ザ・サン」や「ビコーズ」でハリスンが演奏。マッカートニーも「マックスウェルズ・シルヴァー・ハンマー」で、レノンが「アイ・ウォント・ユー」で演奏している。
外部ミュージシャンの例では、セッション・ドラマーのアンディ・ホワイトが、デビュー曲となった「ラヴ・ミー・ドゥ」のレコーディングに参加している。ただし、これはプロデューサーのジョージ・マーティンの判断によるものである。メンバーの意向による参加ミュージシャンの例では、クラシック音楽の分野から「イエスタデイ」で弦楽四重奏、「エリナー・リグビー」で弦楽八重奏、「ペニー・レイン」ではピッコロ・トランペットのソロにデヴィッド・メイスンが招かれている。同じロックやポップスの分野では「ホワイル・マイ・ギター・ジェントリー・ウィープス」でリードギターを担当したエリック・クラプトンや、「レボリューション」でエレクトリックピアノを弾いたニッキー・ホプキンスが挙げられる。プロデューサーのジョージ・マーティンは「イン・マイ・ライフ」、「グッド・デイ・サンシャイン」、「ラヴリー・リタ」などの間奏でピアノを、「ベイビー・イッツ・ユー」ではチェレスタ、「サン・キング」ではオルガンを弾いている。また、ローリング・ストーンズのブライアン・ジョーンズは「ユー・ノウ・マイ・ネーム」のレコーディングにサックスで参加。アルバム『レット・イット・ビー』のセッションにはビリー・プレストンがエレクトリックピアノやハモンドオルガンで参加している。ただし、外部から参加したミュージシャンはプレストンを除きレコードのクレジットには記載されていない。

### 利き手
メンバー4人のうちマッカートニーとスターは左利きである。マッカートニーは左利きだと述べている。スターは文字を書く時以外は左利きだと述べている。マッカートニーは、ベースやギターの左利き用の物の使用や（ただし、ドラムのみは右手で叩いている）、文字を左手で書いている写真・映像がある。

### 作詞作曲
自作曲はすべてメンバーが作詞作曲しており、最も多いクレジットはレノンとマッカートニーの共作名義である「レノン＝マッカートニー」で、ビートルズナンバー213曲の内、144曲が「レノン＝マッカートニー」名義で発表されている。それ以外のビートルズの公式発表曲（オリジナル曲）には、名前の並びが逆の「マッカートニー＝レノン」作品8曲、「ジョン・レノン・アンド・ポール・マッカートニー」が13曲、ハリスンの作品22曲、スターの作品2曲、レノン＝マッカートニーとスターの共作1曲、全員の共作2曲が含まれている。未発表曲集『ザ・ビートルズ・アンソロジー』には、レノンとハリスンの共作、マッカートニーとハリスンの共作の作品も収録されている。

## デビュー直前までの経歴

### クオリーメン結成からビートルズへの改名まで
1957年3月、レノンがスキッフル・バンド「クオリーメン」を結成する。同年7月6日、ウールトンのセント・ピーターズ教会が開催したガーデン・パーティーでのクオリーメンの演奏をマッカートニーが観た。マッカートニーは共通の友人であるアイヴァン・ボーンに紹介されレノンに面会した。マッカートニーはギターを弾きながらエディ・コクランの「トゥエンティ・フライト・ロック」、ジーン・ヴィンセントの「ビー・バップ・ア・ルーラ」、それにリトル・リチャードのメドレーを歌った。マッカートニーが歌詞を完璧に覚えていること に加え、トランペットやピアノも演奏出来ることにレノンは感心してクオリーメンに勧誘し、翌日にマッカートニーは参加を決める。
翌1958年2月6日、マッカートニーに紹介されたハリスンがクオリーメンと出会う。「ローンチー」を完璧に弾きこなしたことと、2人よりも多くのコードを知っていたことでレノンに認められ、バンドに採用される。1959年になると他のメンバーは次第に辞めていき、1月にはバンドのメンバーはレノン、マッカートニー、ハリスンの3人だけになる。
同年10月、バンド名を「ジョニー&ザ・ムーンドッグス（The Johnny and The Moondogs）」とする。1960年1月、レノンに誘われたサトクリフがバンドに加入しベーシストになる。同年4月、レノンとサトクリフが新たなバンド名にビートルズを提案するが、興行主のブライアン・キャスが改名を要請する。交渉してバンド名を「ロング・ジョン＆シルヴァー・ビートルズ（The Long John and Silver Beetles）」に改名する。

### ビートルズへの改名以後
1960年5月、ロンドンの音楽関係者であるラリー・バーンズが担当する新しいソロシンガー のバックバンドを務めるオーディションに参加する。参加を約束していたドラマーが欠席したが、キャス&カサノヴァズのジョニー・ハッチンソンが代役でドラムスを担当して合格する。この後、シンガーに決定したジョニー・ジェントルのバック・バンドとしてスコットランド巡業に出る。この時、レノンは「ロング・ジョン」、マッカートニーは「ポール・ラモーン」、ハリスンは「カール・ハリスン」、サトクリフは「スチュアート・ド・スタール」とそれぞれが芸名を名乗っていた。この巡業からトニー・ムーアというドラマーが参加し、終了後もしばらく在籍していたが、やがて脱退する。
8月、アラン・ウィリアムス を通じて西ドイツのハンブルクでの仕事が入ったが、5人編成のバンドが求められたため、新たなドラマーが必要となる。この時、シルヴァー・ビートルズが出演していたカスバ・クラブの経営者の息子ピート・ベストがドラムを演奏できたので、メンバーとして採用する。この編成で最初のハンブルク巡業に向かい、クラブ「インドラ」で毎日6〜8時間の演奏を行う。当初はおとなしい演奏に終始したため評判が悪かったが、マネージャーの助言を得て改善を心がけ、長時間の出番を通じて演奏を上達させたことで、次第に人気を獲得していった。
1か月後「カイザー・ケラー」に移動。「デリー&ザ・シニアーズ」や、リンゴ・スターがドラムスを務める「ロリー・ストーム&ザ・ハリケーンズ」と交代で出演することになり、スターと知己が生まれる。またこの頃、ベストが出番を休むことが数回あったため、スターが代役としてビートルズに参加する機会があった。さらに、この頃アストリッド・キルヒャーが友人とともに客として店に来るようになり、程なくサトクリフと恋仲となる。
写真家を目指していたキルヒャーによって、撮影されたビートルズの写真は後に『ザ・ビートルズ・アンソロジー』などの文献に収録された。同時期にキルヒャーの元恋人で、後にイラストレーター、ミュージシャンとしてメンバーと関わるクラウス・フォアマンとも親交を結ぶ。ハンブルクで演奏を始めて3か月後、「カイザーケラー」より格上の「ザ・トップテン・クラブ」からの出演依頼を受けるが、満17歳で就労年齢制限に違反していることが発覚したハリスンと、宿舎として用いていた映画館の放火に関与したマッカートニー及びベストが強制送還され、レノンも帰国した。一方でサトクリフはキルヒャーの援助を受けてしばらくハンブルクに滞在した。

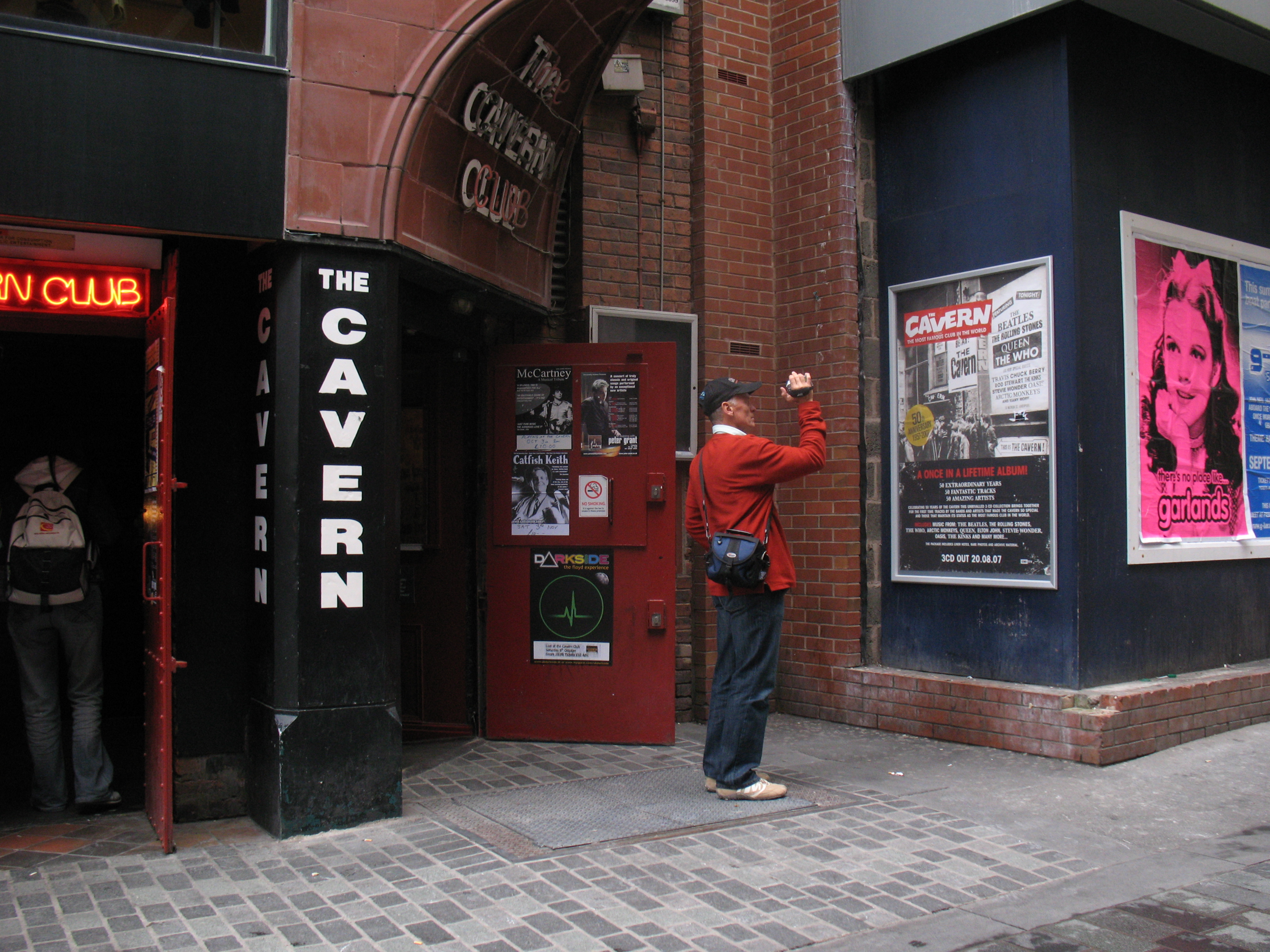
再建されたキャヴァーン・クラブ。

1961年1月、ハンブルクでの失敗から活動を停止していたビートルズは、ウィリアムスからクラブDJのボブ・ウーラーを紹介され、選考の上でリヴァプールのキャヴァーン・クラブに定期出演を開始した。また会場までメンバーと楽器を搬送するロード・マネージャーとしてニール・アスピノール が、続いてマル・エヴァンズ  が雇われた。
同年4月、2度目のハンブルク巡業を開始し、以前から出演依頼を受けていたザ・トップテン・クラブに出演する。このハンブルク巡業では初めてレコード会社による録音も実現した。また、再会したキルヒャーと一緒にプールに行った際、メンバーの髪が前に下りている状態を気に入ったキルヒャーの提案によって、ベスト以外の4人が後に「ビートルカット」と呼ばれるようになる前髪を下ろした髪型を採用した。

### 4人のビートルズ誕生
2度目のハンブルク巡業が終わった時点でサトクリフが脱退し、キルヒャーと婚約してハンブルクで生活を始めた。従ってマッカートニーがギターからベースに担当を替え、4人編成のビートルズが誕生する。
帰国後の8月、レノンの級友だったビル・ハリーが音楽新聞「マージー・ビート」を発刊。レノンが寄稿した文章が掲載される。そこで、マッカートニーのソロアルバム「フレイミング・パイ」の名前の元となった文章も掲載された。
12月10日、リヴァプールでレコード店「NEMS」を営んでいたブライアン・エプスタインがマネージャーに就任する。エプスタインの営業活動により、1962年1月1日にデッカ・レコードの選考を受けるが、不合格となる。その後もエプスタインが各レコード会社に営業を続ける。
4月から3度目のハンブルク巡業を開始し、11日からスター・クラブに出演。その前日の4月10日、サトクリフが脳内出血により死去する。6月、EMI傘下のパーロフォン所属プロデューサーのジョージ・マーティンによる選考が打診される。6月6日に行われた審査を受けてデビューが決まった後の8月15日、ベストが解雇される。
直後にスターが加入し、9月からEMIで録音作業が行われる。この時はスターの他に、マーティンが招聘したドラマーのアンディ・ホワイトが参加している。また、エンジニアとして参加したノーマン・スミスは、この後『ラバー・ソウル』までチーフ・エンジニアを務めることになる。

#### ハンブルクでの録音
ザ・トップテン・クラブでは、ビートルズはトニー・シェリダンのバック演奏も担当した。1961年6月22、23日、1962年5月24日、この縁でシェリダンのバックバンドとして録音に参加（ビートルズのポリドール・セッションを参照）。レコード会社は「トニー・シェリダン&ザ・ビート・ブラザーズ」と、バンド名を変えて発売。「マイ・ボニー」などの他、シェリダン抜きでレノンのボーカルの「いい娘じゃないか」、インストゥルメンタルナンバーのビートルズのオリジナル曲「クライ・フォー・ア・シャドウ」も録音された。

## デビュー以降の経歴

### デビュー

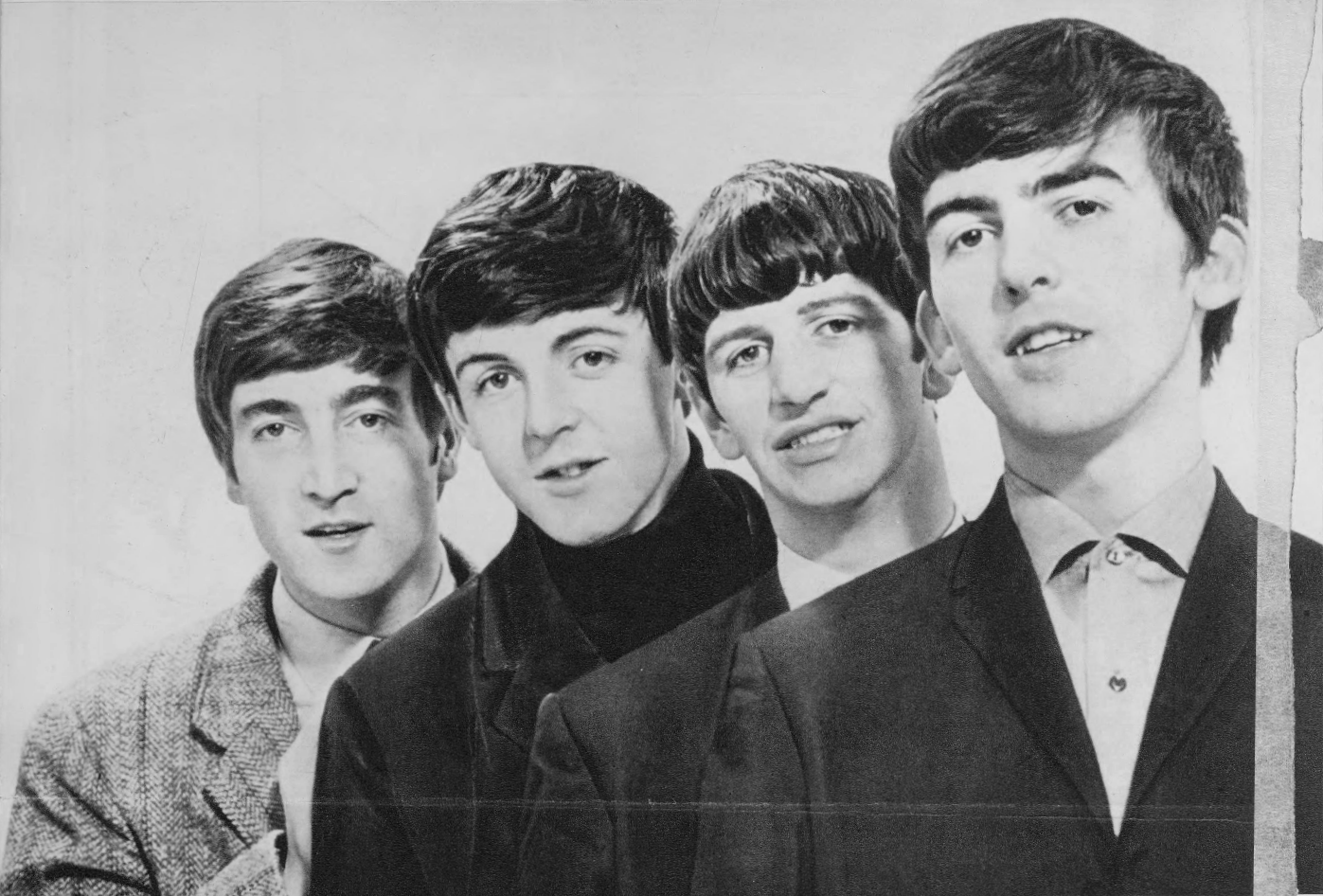
1963年頃

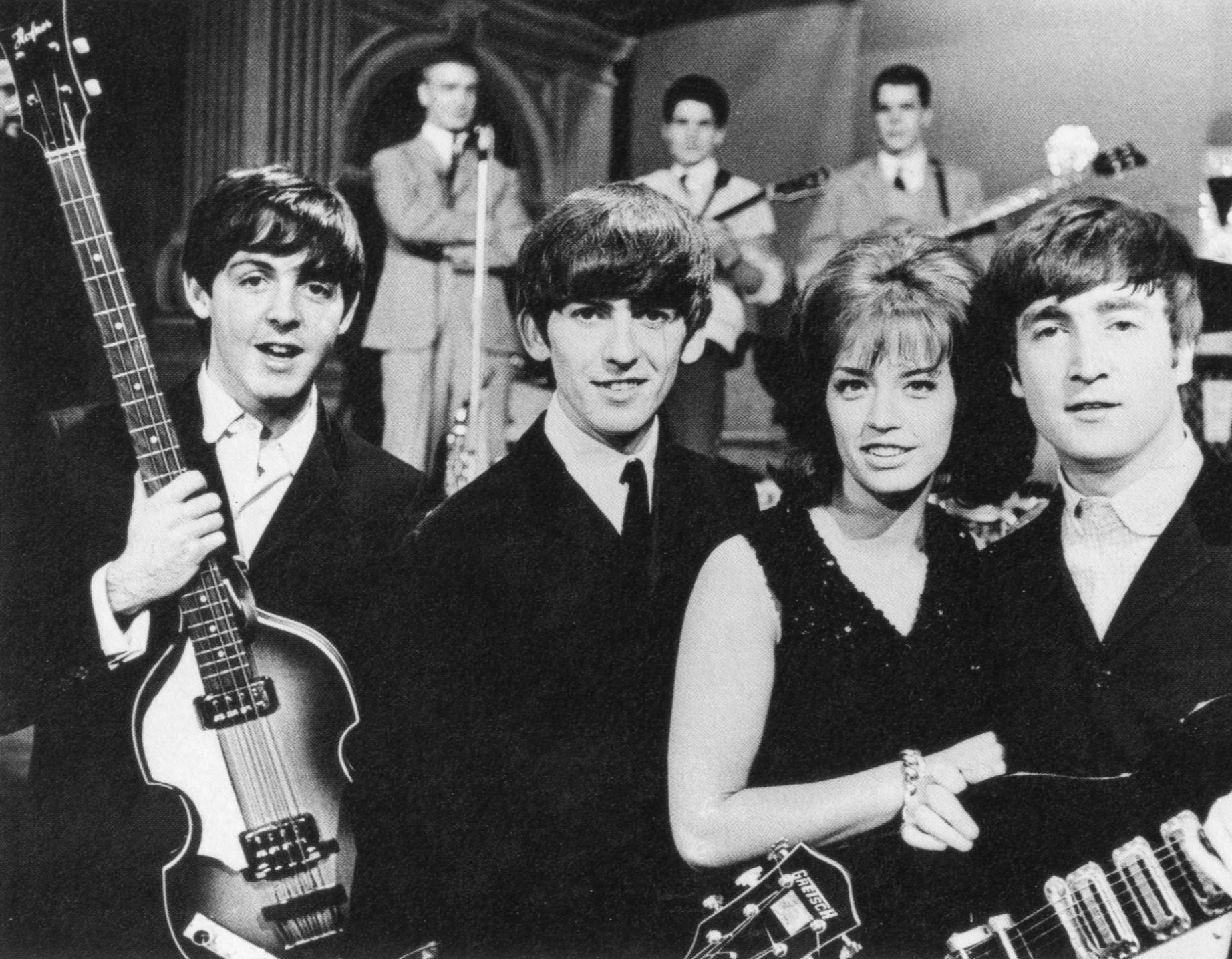
1963年10月30日,スウェーデンのテレビ番組『DROP IN』で

1962年10月5日にイギリスにてシングル「ラヴ・ミー・ドゥ」でデビュー。ミュージック・ウィーク誌のトップ50では1962年12月27日付で最高位17位を記録。1963年1月11日にリリースされた英国での2枚目のシングル「プリーズ・プリーズ・ミー」が『メロディ・メイカー』誌1963年3月2日付けのシングル・トップ50で1位 を獲得。
この曲のヒットにより英国で一躍人気グループになり、4月11日に発売された3枚目のシングル「フロム・ミー・トゥ・ユー」ではミュージック・ウィーク誌で1963年5月2日付けから6月19日付けまで7週連続1位となる。同作以降は「シー・ラヴズ・ユー」（8月23日発売/1位6週）、「抱きしめたい」（11月29日発売/1位5週）などのシングルが連続して1位を獲得した。
1963年4月26日に英国でのファースト・アルバム『プリーズ・プリーズ・ミー』を発売し、5月11日付けでチャート第1位となり、その後、連続30週間、第1位が続いた。連続第1位が続く中、1963年11月22日にアルバム『ウィズ・ザ・ビートルズ』を発売し、12月7日に『プリーズ・プリーズ・ミー』に代わり第1位を獲得。1964年5月まで21週間連続1位になる。ビートルズはこの2枚のアルバムで51週間、ほぼ1年に渡りイギリスのアルバムチャートの第1位を占有していた。10月13日、当時の人気テレビ番組「サンデイ・ナイト・アット・ザ・ロンドン・パラディアム」に出演。およそ1500万人 がビートルズの演奏を視聴した。メンバーの発言によれば、これによってビートルズはイギリスでの人気を決定的なものとし、さらに11月4日にはロンドンのプリンス・オブ・ウェールズ・シアターで開催されたロイヤル・コマンド・パフォーマンス（王室御前コンサート）に出演している。同じ頃、ビートルマニアと称されるファンの一部の行動が社会問題化し始める（詳細は#批判と公的な抑圧を参照）。

### 世界進出

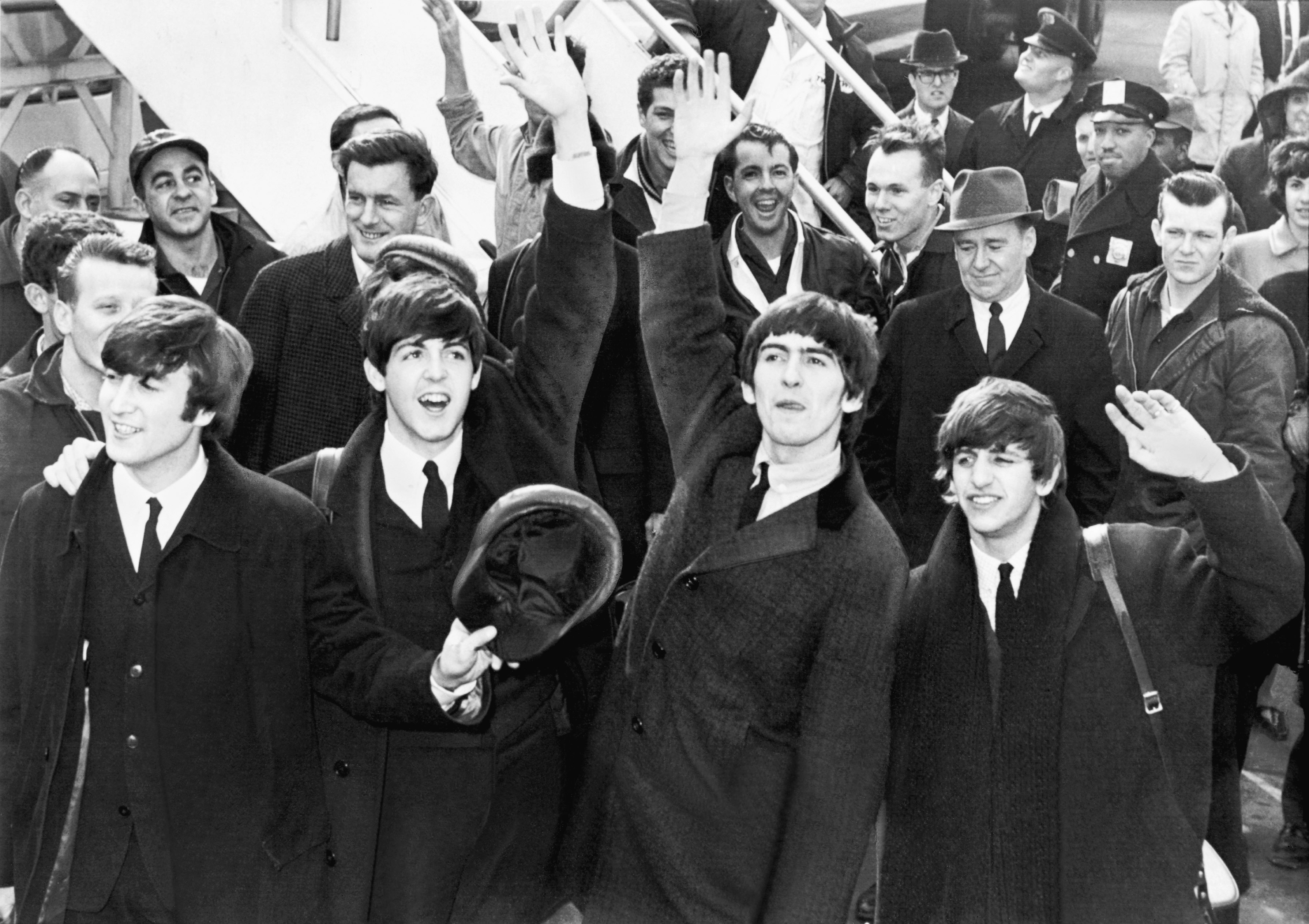
1964年2月7日、アメリカに上陸

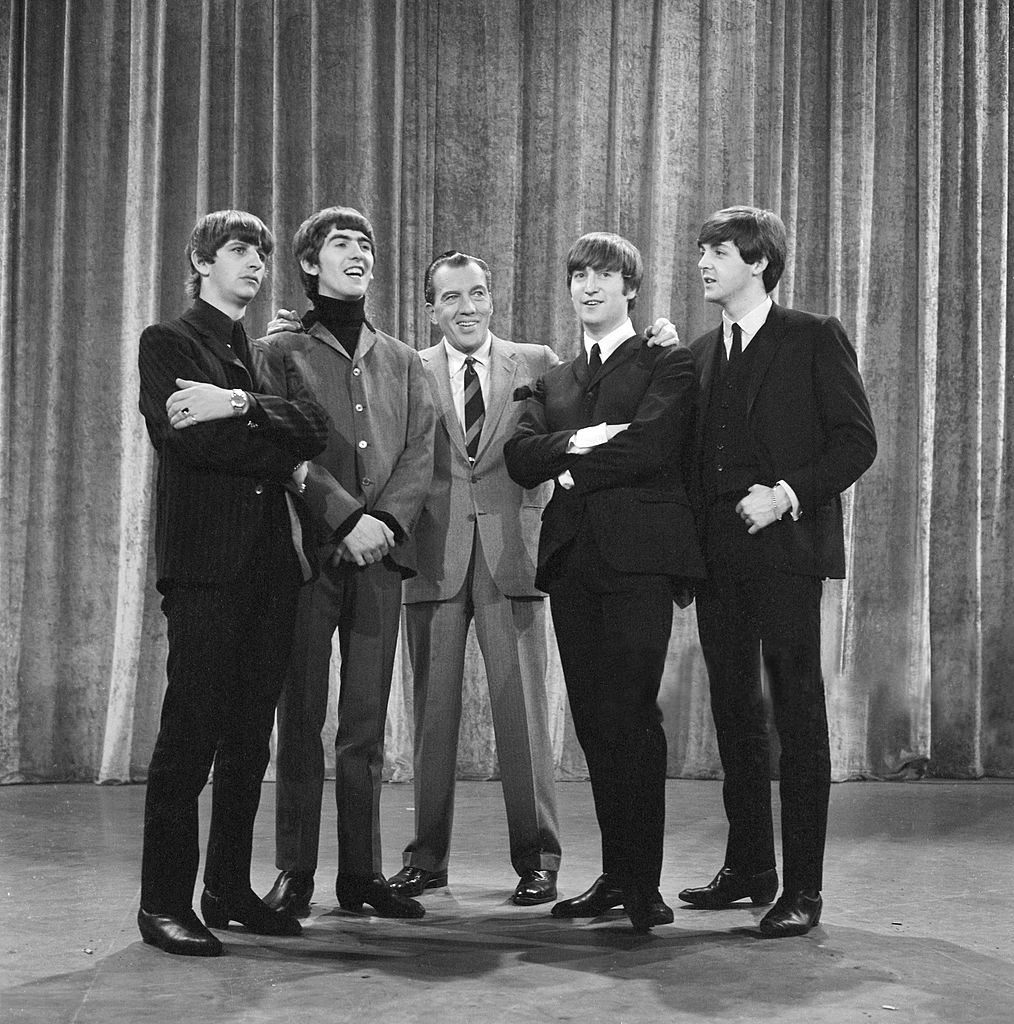
1964年2月9日、エド・サリヴァン・ショーに出演

しかしこの頃、アメリカではまだヒットを出せていなかった。新曲が出来るたびに、ジョージ・マーティンはアメリカ合衆国でEMIと提携関係にあったキャピトル・レコードにレコードの販売を要請したが拒否される。その為ヴィージェイ・レコードやスワン・レコードなどEMIが英国での配給権を取得している小さなレーベルと契約してレコードを販売したが、マッカートニーの発言 などによれば、ヴィージェイの販路が弱く大規模な収益は得られなかった。
その後『ライフ』誌や『ニューズウィーク』誌がビートルズを報道し、ラジオのディスク・ジョッキーがビートルズの楽曲を放送し始めると、ビートルズはアメリカでも知名度を高め、キャピトルによるレコード発売が決定した。1964年1月にフランス公演を行う。その最中にアメリカでキャピトルから発売されたシングル『抱きしめたい』がシングルチャート1位になった。

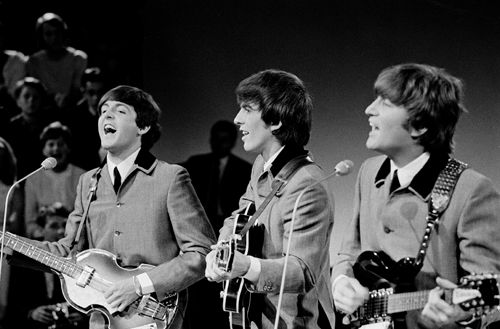
1964年6月、オランダのテレビ番組で

2月にグループとして初めて渡米したが、髪型が一部のアメリカ人の反感を買った。9日にCBSの『エド・サリヴァン・ショー』に出演。マッカートニーの発言によれば視聴者数は約7300万人であった。11日にワシントンD.C.のワシントン・コロシアムで初のアメリカ公演を行う。ニューヨーク州ニューヨークのカーネギー・ホールで2回目の公演を行った後、16日にフロリダ州マイアミのドービルホテルで2回目の『エド・サリヴァン・ショー』に出演。この番組の冒頭で司会のサリヴァンは、ビートルズが初出演した9日の放送がアメリカのテレビ史上最高視聴率をあげたとコメントしている。4月4日、アメリカでチャート上位5位までを独占。
6月からはデンマーク、オランダ、香港、オーストラリア、ニュージーランドを回る世界ツアーが開催されるが、扁桃腺炎を患って入院したスターの代役としてジミー・ニコルが起用される。その後回復したスターはオーストラリアで合流。アデレードのタウン・ホールでの公演の際は、集まった30万人から歓迎を受けている。7月6日、イギリスでリチャード・レスター監督 による映画『ハード・デイズ・ナイト』 が公開。10日に同名映画のサウンドトラックアルバムを発売し、『ウィズ・ザ・ビートルズ』を抜いて12週間1位を保持していたローリング・ストーンズのファーストアルバムを押しのけて7月25日に第1位になり、そこから21週間連続1位を維持した。
この後、1966年の末まで、イギリスのアルバムチャートはビートルズとローリング・ストーンズが1位争いを繰り広げ、それ以外ではボブ・ディランと『サウンド・オブ・ミュージック』のサウンドトラックの2者のみがチャート争いに参加するという構図になった。またアメリカのビルボードにおいても、アメリカ編集盤『ミート・ザ・ビートルズ』（11週連続）、『ザ・ビートルズ・セカンド・アルバム』（5週連続）、『ハード・デイズ・ナイト』（14週連続）の3作が1位を獲得している。「抱きしめたい」のシングル盤は世界で1200万枚以上を売り上げ、歴代トップクラスのセールスを記録した。アメリカでは、次作のシングル『キャント・バイ・ミー・ラヴ』が予約だけで210万枚に達し、またイギリスでも予約枚数が100万枚になり『ギネス・ワールド・レコーズ』には最も予約枚数があったレコードとして記載されている。
8月からは第2回アメリカツアーを行い、34日間、24都市で32公演 を開催する。なお同年7月に施行された公民権法制定により人種差別が許されなくなったはずのフロリダ州ジャクソンヴィルでは、会場のゲイター・ボウルがその後も黒人と白人の人種隔離政策を取っていた。これを記者会見でマッカートニーがこれを「馬鹿げている」、スターも「全ての人々のために演奏している」と明確に非難し、その上で人種隔離政策を取る会場への出演を拒否し、称賛を受けた。これを受けゲイター・ボウルは公演前に人種差別策を廃止している。
9月に帰国し、アルバム『ビートルズ・フォー・セール』を録音。10月からはイギリスの27都市で公演を行った。12月4日、イギリスで『ビートルズ・フォー・セール』を発売。日本では1964年2月にシングル『抱きしめたい』でデビュー。日本だけで1965年1月までの約1年間のシングル盤・LP盤を合わせた累計売上は300万枚 に達し、日本での発売元である東芝音楽工業からメンバーにゴールデン・レコードが授与された。

映画『ヘルプ!4人はアイドル』

1965年10月26日、MBE勲章が授与される。

1965年2月から映画『ヘルプ!4人はアイドル』の撮影を開始。前作のモノクロのドキュメンタリー・タッチな内容から、任意の事件が発生する筋書きが存在するカラー作品となった。7月に公開され、サウンドトラックアルバム『ヘルプ!』 は8月6日にリリースされた。その収録曲のひとつである「イエスタデイ」は、後にビートルズ・ナンバーの中でも際立って有名な曲のひとつとなる。
8月15日、ニューヨークのシェイ・スタジアムで55,600人 の観客を集めた野外公演開催（詳細は#野球場でのコンサートを参照）。10月26日にはメンバーに対して、外貨獲得による国家への貢献を理由にMBE勲章が授与される。
12月にアルバム『ラバー・ソウル』を発売。レノンは「このアルバムはビートルズが音楽的に同時代に影響を与えた最初のアルバム」と述べており、「ドライヴ・マイ・カー」や「ひとりぼっちのあいつ」、シタールを演奏に加えた「ノルウェーの森」など、それまでのビートルズにはなかった作風が登場した。シタールの導入はラヴィ・シャンカルの影響を受けたハリスンの提案である。同月、最後のイギリスツアーを行う。このツアー中に、メンバーが公演活動を続けるかどうか話し合っている。
1966年3月、レノンがイギリスの取材記事で「今や僕たちはイエスより人気がある」と発言する。それから5か月後の8月、その発言の一部がアメリカの雑誌に引用され、物議を醸す（詳細は#レノンのキリスト発言を参照）。4月にアルバム『リボルバー』の録音を開始。この作品からノーマン・スミスに代わってアシスタント・エンジニアだったジェフ・エメリックがチーフ・エンジニアに就任。
6月24日から7月5日まで西ドイツと日本、フィリピンを回る最後の世界ツアーを行う。8月には最後のアメリカ公演を行ない、29日のキャンドルスティック・パークで公演活動を終了した（詳細は#レコーディング・アーティストへの移行を参照）。同月5日、イギリスで『リボルバー』を発売。

#### 野球場での公演
1964年の全米ツアーは1か月に24都市を回るという強行日程であり、加えて録音や映画撮影、テレビ出演をこなしたメンバーの疲労は非常に深刻なものとなった。そのため、1965年の全米ツアーは大幅に短縮され、2週間で10都市を回る日程となった。その代わりに公演会場として、何万人もの観客を一度に集めることができる野球場を使用した。1965年8月15日にニューヨークのシェイ・スタジアムにおいて開催された公演の観客人数は55,600人に上っている。これは当時としては世界最大の観客動員数であり、またビートルズが開催した全ての公演の中でも最大数である。
1965年の全米ツアーのみならず、翌1966年の全米ツアーでも多くの野球場が使用された。ただし、こういった大規模な野外公演に対して、メンバーは音響面や観客との距離といった点で不満を抱いており、これがビートルズのツアー中止の一因となった（詳細は#レコーディング・アーティストへの移行を参照）。これ以後、野球場・サッカー場といったスポーツ競技場での大規模公演は一般化していき、日本でも1968年8月12日にザ・タイガースによる後楽園球場公演以降、スポーツ競技場での公演が開催されるようになる。また、スポーツ競技場以外でも1969年のウッド・ストックや1970年のワイト島フェスティバル1970といった大規模野外コンサートが行われるようになる。

#### エルヴィス・プレスリーとの面会
1965年8月27日にビートルズはカリフォルニア州ロサンゼルスのエルヴィス・プレスリー宅に招かれた。プレスリーのマネージャーであるトム・パーカー大佐がエプスタインと「極秘の打ち合わせを行なう」という名目だったが、プレスリー宅周辺には人々が集まった。
面会に際してメンバーは冷静さを装いながらも、心を躍らせて部屋に入った。部屋でプレスリーはテレビを見ながらベースを練習してくつろいでいた。「本物のエルヴィスだ」と感激したメンバーは呆然としてしまい、プレスリーが「ずっとそうやって僕を見てるだけなら僕はもう寝るよ？せっかく演奏ができると思って待ってたのに」と声をかけたことから、即興演奏が始まった。プレスリーはベースを演奏し、レノンとハリスンはギター、マッカートニーはピアノを演奏した。スターはドラムキットが無かったので演奏せずビリヤードやサッカーを楽しんでいたという。
この会見はビートルズのメンバー達や関係者達の証言の食い違いがあり、様々な諸説がある。ビートルズの友人でもある記者のクリス・ハッチンスによれば、レノンがプレスリー宅のラウンジに入った時、テーブルランプの「リンドン・Ｂ・ジョンソン大統領と共に」というメッセージが刻まれたワゴンの模型を見つけた。その瞬間レノンは大統領を侮辱する態度をとり、プレスリーは困って苦笑いしていたという（1965年にジョンソンがベトナム戦争を進めたため、レノンはジョンソンを嫌っていたからとハッチンスは語っている）。プレスリーの妻だったプリシラは「ビートルズが入ってきたとき、エルヴィスはソファでリラックスしながらテレビを見ていました。両者とも最初は多少の沈黙とぎこちない会話の後、エルヴィスがベースを取り出してチャーリー・リッチの曲を弾き始めました。突然、ビートルズとエルヴィスのジャムセッションが始まりました」と語っている。
ビートルズの広報担当者でもあるトニー・バロウによると「プレスリーとビートルズは奇妙な沈黙が多く、いくつかぎこちない会話をした。最初に口を開いたのはジョンで、最近はなぜ映画でソフトなバラードばかりを歌ってるの？ロックンロールはどうしたのと質問していた。会話は上手くいかなかったが、プレスリーが楽器を用意し、素晴らしいセッションが始まった。彼等が演奏した全ての曲は覚えてないが、その内の１つはI Feel Fineだったことは覚えている。リンゴは木製家具を叩いてバックビートを鳴らしていた。それは素晴らしいセッションだった」と語っている。
プレスリーはビートルズの曲も歌い「君たちのレコードは全部持ってるよ」と言った。対してレノンは「僕はあなたのレコードは1枚も持ってないけどね」と発言したのでその場が凍りついた。これはレノン流の過激なジョークだったといわれている。この会見は成功したとは言えないものだったが、ビートルズは忘れられない夜だったと語っている。プレスリーのロードマネジャーであるジョー・エスポジートによれば、「プレスリーは面会の後もビートルズに敬意を払っていた」と語っている。レノンはプレスリーの取り巻きに「エルヴィスがいなければ今の自分はいない」と伝えるよう頼んだという。しかし後の1970年に、反米精神に満ちたヒッピーの薬物文化などの問題で混沌としているアメリカを危惧したプレスリーは、ニクソン大統領に協力を申し出た。ヒッピーに支持されていた、LSDなどを扱うビートルズの音楽や反アメリカ的な発言、共産主義的な思想などが若者に悪影響を及ぼしているとプレスリーは懸念していたのである。ビートルズの中でも特にレノンは反米的で要注意人物と考えていたという。プレスリーは69年のライヴ再開から、ビートルズの楽曲を取り上げているが、ハリスン作の『サムシング』を除き、いずれもマッカートニー主導で書かれた楽曲のみである。
この面会は当時の音楽界において最も注目すべきものだったが、会話は録音されていない。これはパーカー大佐の要請ではなく、エプスタインがプレスリー側へ気を利かせ会話録音を一切許可しなかったからである。

#### レノンのキリスト発言
1966年3月、コラムニストのモーリン・グリーブによるレノンの取材記事が「ロンドン・イブニング・スタンダード」誌に掲載された。この記事の一部がアメリカ公演間際に、アメリカのティーン雑誌「デイトブック」に転載された。元の記事は紙面にして2頁という量だったが、デイトブックはその中の1行である「ビートルズはキリストより有名だ」という発言を抽出して掲載した。
これが「イエスを冒瀆した」とアメリカで解釈され、ビートルズのレコード、プロマイドやポスターといったグッズなどが組織的に破棄、焼却される、不買運動が起こるという事態に発展する。特にキリスト教信仰が盛んなアメリカ南部で大きな騒動となり、殺害予告もなされるに至った。この事態に対し、エプスタインはツアー開始前にニューヨークで声明を発し「その解釈が誤解で、ジョン・レノンは神や宗教に対して真摯な態度の人間である。しかし現在の若者にはビートルズの方が影響力がある、と言いたかったのだ」という旨を述べた。またアメリカ各地の興行主に対して公演の中止を受け付けたが、中止を申し出た興行主はいなかった。公演前にイリノイ州シカゴでレノンが謝罪を行ったが一部地域で騒動は続き、バイブル・ベルトに着いた頃には乗っているバスの窓が群集に叩かれたり、クー・クラックス・クランによる襲撃予告が届くなど危険な事態が生じた。全てに公演は予定通り行われた が、一部の会場では空席が目立った。

#### ローマ教皇庁の赦免
事件から42年を経た2008年11月、ヴァチカンの公式新聞「オッセルヴァトーレ・ロマーノ」は、ローマ教皇庁がレノンの発言を赦したという声明を発表した。この記事は、1966年に発表されたものを再度掲載したものである。「予想外の成功を手にした若者が『豪語しただけ』に過ぎない」というのがローマ教皇庁の見解である。なお、この年はアルバム『ザ・ビートルズ (ホワイト・アルバム)』40周年記念の年にあたり、ビートルズを称賛する内容で締めくくられている。
2010年4月にも、ビートルズ解散40年に合わせ、同紙はビートルズを称賛する記事を掲載した。

#### 日本公演

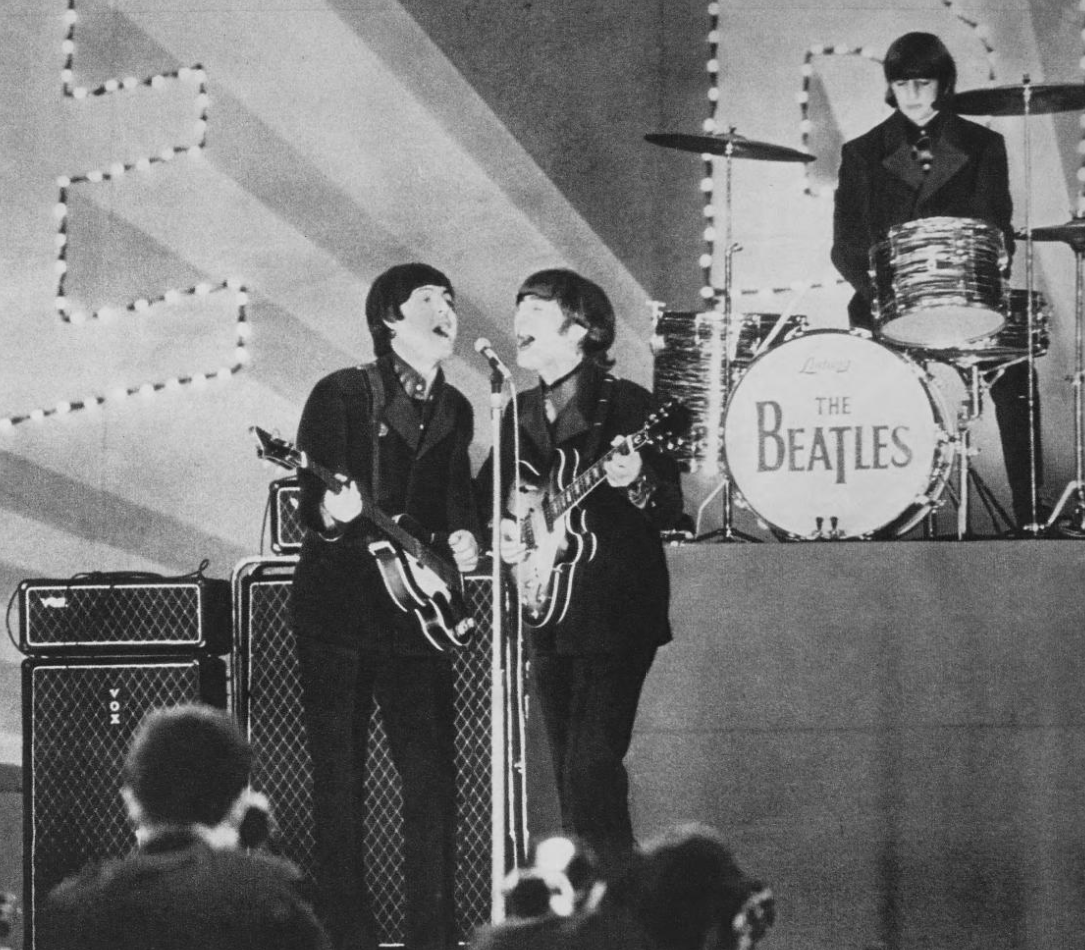
日本公演（1966年）

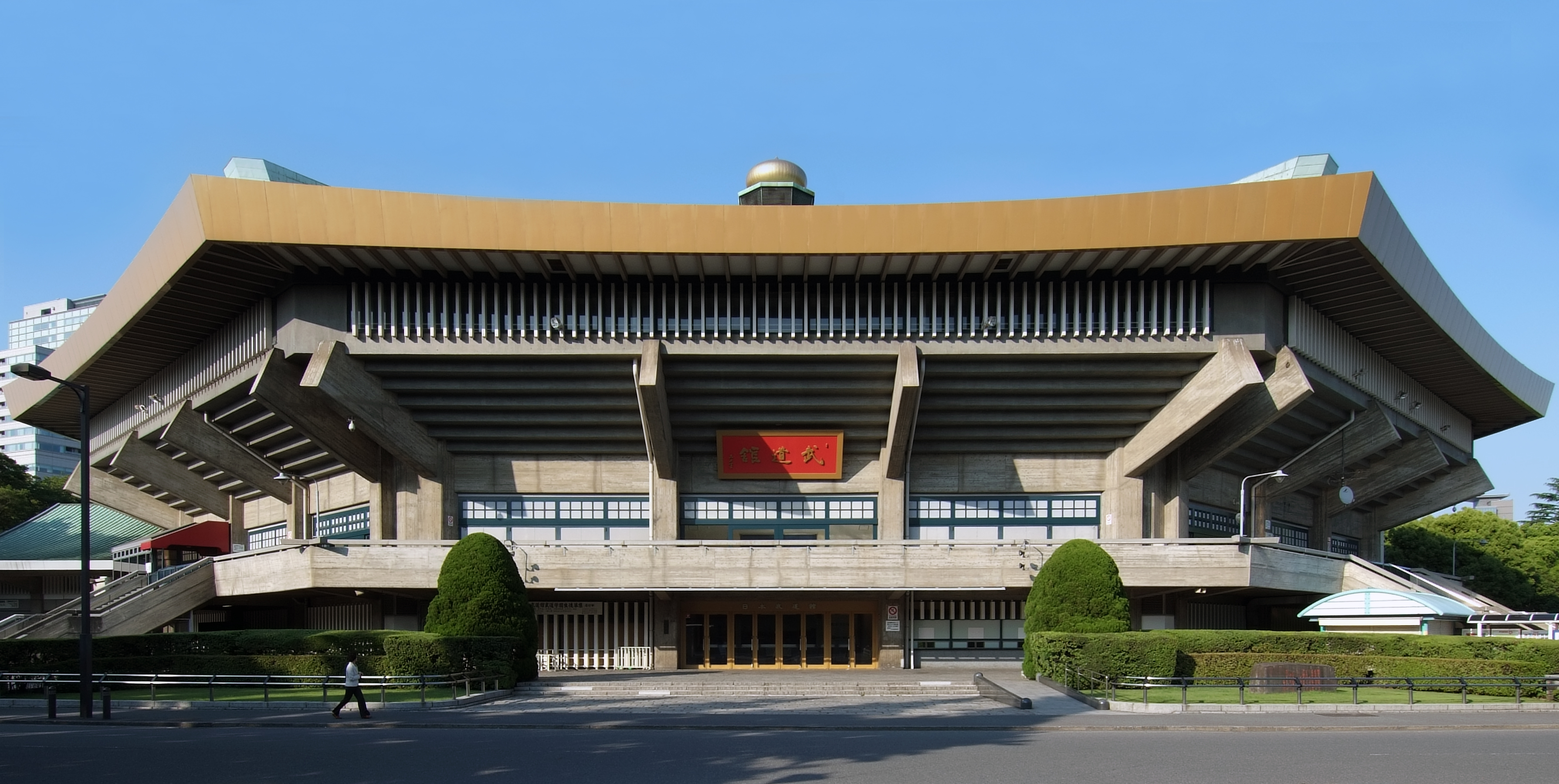
日本公演を行った日本武道館

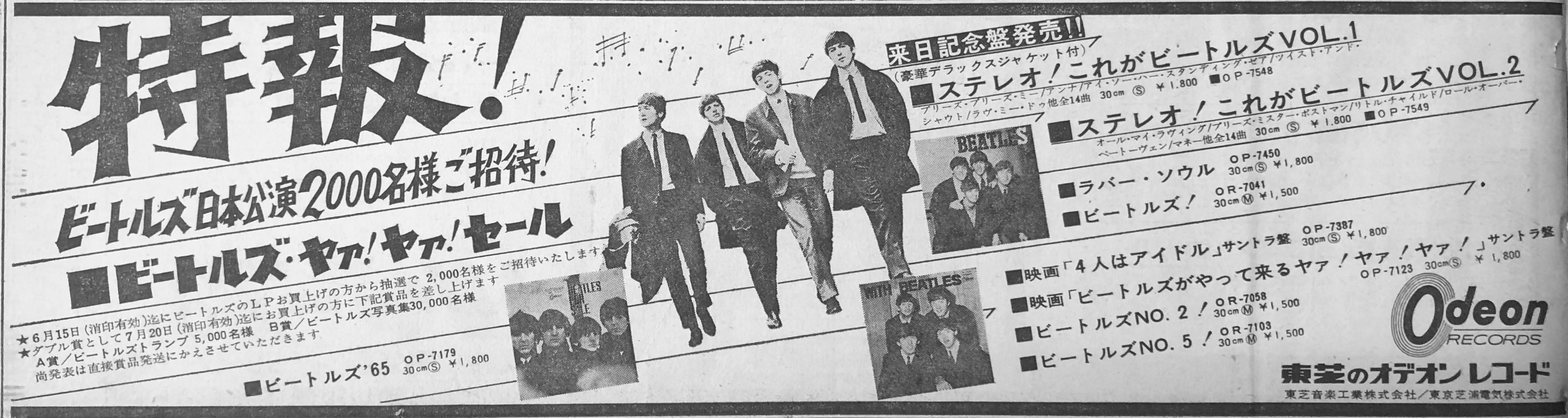
東芝音楽工業が1966年6月2日付の新聞に掲載した販売促進広告。「ビートルズ日本公演2000名様ご招待！」とうたわれている。

1966年に来日し、6月30日から7月2日にかけてビートルズ唯一の日本公演が行われた。日本航空JL412便、ダグラスDC-8-53型機（JA8008、松島号）で前の公演地のハンブルクからロンドンを経由したビートルズは、台風4号のためアンカレッジで一時降機してウェストウッド・ホテルで休養したため、予定より11時間ほど遅れて6月29日の午前3時39分に羽田空港へ到着した。羽田空港到着時には、早朝にもかかわらず集まった大勢の報道陣やファンが待つ中、日本航空のロゴと鶴丸のついた法被を着てタラップを降り、警察の護衛をつけたリムジンで東京ヒルトンホテル（後のキャピトル東急ホテル）へ首都高速道路経由で向かった。29日午後にはホテル内で記者会見を開き、夜には東芝音楽工業の高嶋弘之に連れられた加山雄三とすき焼きを食した。
公演は6月30日夜および7月1日昼夜・2日昼夜 に催行（計5回）し、会場はすべて東京都千代田区の日本武道館。7月1日の昼の部に収録された映像は、当日夜にテレビ番組で放送された。
司会を務めたのはE・H・エリック。前座として尾藤イサオ、内田裕也、望月浩、桜井五郎、ジャッキー吉川とブルーコメッツ、ブルージーンズ、ザ・ドリフターズ（6月30日・7月1日のみ）が舞台に上がった。この前座バンドについては後にマッカートニーが「ハロー・ビートルズ、ウェルカム・ビートルズ、といった歌が聴こえて来た。音楽性は高くないがそういう歓待は嬉しかった」と発言している。このとき歌われた楽曲「ウェルカム・ビートルズ」は1966年9月10日発売のジャッキー吉川とブルーコメッツのアルバム『青い瞳／青い渚 ブルー・コメッツ・オリジナル・ヒット集』に収録されている。

大日本愛国党による抗議活動

しかしそうした歓待の一方で、日本武道館で初めてポップ・ミュージックを演奏することを批判する者も存在した。右翼団体、大日本愛国党総裁の赤尾敏をはじめとした街宣車や「Beatles Go Home」と書かれた横断幕の前で街頭演説をする者が現れ、さらに実際にビートルズ側に対して脅迫を行う者もいた。このため警視庁は大規模な警備体制を取り、会場内においても1万人の観客に対して3千人の警官を配備して監視を行った。TBS『時事放談』においては細川隆元と小汀利得の両司会者が「乞食芸人ごときの催しをするのなら武道館ではなく夢の島でやれ」と抗議したほどであり、このことを知ったビートルズファンの視聴者らが番組宛てに抗議のはがきや手紙を寄せるばかりか、同局のスタジオに集まり、この2名に対して逆抗議を起こし、その模様が特別番組化する騒ぎとなった。また、中・高校生のファンも多数いたが、明治・大正生まれの年長世代から見ればロック音楽はまだ不良の音楽という印象にしか過ぎないため、中にはこの公演を見学した生徒に対しては停・退学などの厳しい処分を科すという学校も私立校を中心にあった。
ファンが殺到することによる混乱を避けるためにビートルズ側の行動も著しく制限され、分刻みの予定管理および日中のホテルからの外出禁止などの措置がとられていた。マッカートニーは行動制限をかいくぐって7月1日の朝に皇居に出かけたが警察に連れ戻され、またレノンは昼間に表参道と青山の骨董品店を訪れたものの、群衆に発見されたため会計を終えると引き返した。行動制限の代わりにホテルでは着物屋や土産屋の訪問販売を受け、スーツを採寸している。レノンが購入した福助人形とソニーのテレビは後の『サージェント・ペパーズ・ロンリー・ハーツ・クラブ・バンド』の表ジャケットに登場する。またこの時採寸したスーツはチェックアウト直前に届けられ、2か月後のアメリカツアーにおける衣装として使用されている。
また、ホテル滞在中に後に「Images of a Woman」と呼ばれることになる絵画を制作した。この絵画は2024年2月に開催されたクリスティーズのオークションに出品され、約174万ドル（日本円で約2億5500万円）で落札された。
マイク・スタンドの不備はあったが、公演中の事故や暴動などの問題は生じなかった。むしろ厳重な警備もあって（アリーナにはチケットが割り振られず警備員のみが配置され、観客は立ち上がったり近づいたりすることが許されていなかった）会場が静かで自分達の演奏が聞こえたので、メンバーは初日の公演で自分達の音が合っていないことに気づいた。ハリスンは終演後、「今日の『恋をするなら』は、ぼくがこれまでやってきたなかで最低だったよ」、「最近のツアーでぼくたちの演奏はこんなものなんだよ」と発言している。これを受けてビートルズとツアーメンバーは、次の出番までに急いで改善の努力をした。その結果、演奏は回を重ねるほどに改善していった。
3日間の公演の総観客数は5万人とも2万5千人ともいわれる。3日の午前10時44分に、大勢の報道陣に囲まれながら日本航空のダグラスDC-8-53型（JA8006、鎌倉号）で、経由地の香港に向けて離日する。
警視庁では警備状況を16ミリフィルムのモノクロ映像（音声なし）として記録しており、これには演奏が改善された最終日の公演映像などが含まれていることから、2014年にNPO法人の情報公開市民センターが情報公開請求を出したが、「警備手法が明らかになる」として非開示となっていた。2015年に再度請求した結果、ビートルズのメンバー以外の顔を全てぼかした状態で開示が決まり、2022年に加工された映像が公開された。映像は全国市民オンブズマン連絡会議がYouTubeで公開している。

#### フィリピン事件
東京からイギリス領香港に到着すると、2時間30分程の乗り継ぎの滞在中に香港の取材陣から取材を受けた。その後キャセイパシフィックのコンベア880型機に乗り換えてマニラに到着した。7月4日にアラネタ・コロシアムにて公演を2回行ない、計10万人を動員。7月5日に離比した。
4日のコンサートの前にイメルダ・マルコスによる歓迎会が大統領官邸でとり行われることになったが、公演の前の時間が滅多に無い自由時間だったため、ビートルズ側はこの出席を辞退した（ニール・アスピノールによればエプスタインが事前に欠席する意向を伝達していた）。それにもかかわらずフィリピンのテレビ局は官邸からの生中継で「もうすぐビートルズが到着する」と放送し、フィリピンのプロモーターは出席を要請し続けたが、結局エプスタインは要請を断り続けた。メンバーは歓迎会の存在すら知らないまま休養した後、会場に向かった。この無断欠席は次第に大騒動となり、当日深夜にエプスタインがテレビに出演して謝罪文を代読した。
5日になってこの出来事は新聞やテレビで報道され、ビートルズの欠席を知ったフィリピン国民は怒りをあらわにした。出国しようとしているビートルズは空港などで多数の市民に取り囲まれたばかりでなく、警官や兵士までがメンバーに敵意を向けるという事態に発展する。そして空港に集まった市民に小突かれたり足蹴にされつつ乗り込んだ飛行機に離陸許可がなかなか出ない中、税務長官により法外な所得税が課されてしまった。結局興行収入をすべて当局に支払い、フィリピンを離れたビートルズは経由地のインドで休養したのちイギリスに帰国した。
後にメンバーおよび関係者は事件について「スタッフのマル・エヴァンスが死を覚悟する発言を口にした。この一件によってエプスタインが体調を崩した。あんな狂った場所には二度と行きたくない」と述べている。後の1986年にマルコス夫妻が失脚した際も、そのことに肯定的な発言がある。アスピノールは「この事件はビートルズからツアーへの意欲を奪った一因」と述べている。

### レコーディング・アーティストへの移行
これまでのビートルズの世界各国を巡る活動は、1966年8月29日にキャンドルスティック・パークにて開催されたサンフランシスコ公演を以て終了した。
1965年の段階でスターやハリスンは過密な予定に不満が募ってきていたと発言しており、メンバーの体調や私生活の破綻が懸念されるようになっていく。加えてメンバーは公演自体の出来に不満を感じ始める様になっていた。当時は演奏者が自分やバンドの演奏音を確認する為のモニターシステムが備わっておらず、PAも満足なものが無かったため、観客に演奏が届きにくかった。1965年8月15日のニューヨーク公演を含むアメリカツアーでは、スタジアム公演の為に特注の100ワットのアンプが用意されたが、それ以前は30ワットを使っている。こういった機材面の問題に加え、演奏を聴かない観客にもメンバーは不満を感じ始めていた。特にレノンはこの状況について、ビートルズの公演は音楽とは関係無いと発言している。
さらにツアーの続行はメンバーや関係者の身の安全にも影響を及ぼした。日本公演では、武道館を用いた公演への反発や、ファンの殺到による危険防止から大掛かりな身辺警護が実施され、日中にほとんどホテルから外出できなかった。さらにその後のフィリピンでの出来事や8月のアメリカでの騒動では、人命をも脅かす事件が連続して起こっている。こうした一連の出来事によってメンバーたちの鬱憤が増大の一途を辿り、公演活動の終了に至った。エプスタインはフィリピン公演の後に立ち寄ったインドでハリスンに「来年もツアーをやるの？」と質問され、「1967年はツアーを行わない」と回答している。さらに1967年8月にエプスタインが急死してマネージメントの構造自体が変質した（詳細はアップル・コアを参照）ことも、公演活動の再開を遠ざけた。
こうした反面、ビートルズはスタジオでの創作活動に意欲を振り向け始め、公演では再現困難な作品も作り始めていた。すでに1965年の「ひとりぼっちのあいつ」や1966年の「ペイパーバック・ライター」など、ボーカル・ハーモニーのライブ再現が難しい 曲が発表されていたが、公演活動の終了後、初めて発売した1967年のオリジナル・アルバム『サージェント・ペパーズ・ロンリー・ハーツ・クラブ・バンド』は制作に半年を費やし、舞台上での再現を想定していないスタジオワークの技術が多く使用された。

### サージェント・ペパーズ・ロンリー・ハーツ・クラブ・バンドからホワイト・アルバムまで
1966年9月、レノンは映画『ジョン・レノンの 僕の戦争』の撮影のためスペインに向かい、この撮影の休憩時間を使って「ストロベリー・フィールズ・フォーエバー」を書いた。ほぼ同時期にハリスンはインド音楽の研究のためインドに行き、ラヴィ・シャンカルに対面している。11月、ジョン・ダンバー の招待でレノンはインディカ・ギャラリーに赴き、オノ・ヨーコに出会う。
同月、ツアー終了後初めてアビー・ロード・スタジオに集合し「ストロベリー・フィールズ・フォーエバー」「ホエン・アイム・シックスティ・フォー」「ペニー・レイン」などを録音。これらの曲は当初、次のアルバムに収録する予定だったが、キャピトル側がシングルの早期発売を要請してきたため、この内の2曲を先行してシングル発売することになった。
1967年2月、「ストロベリー・フィールズ・フォーエバー」と「ペニー・レイン」が両A面シングルとして発売。レコーディングは引き続き行われ、6月1日にはイギリスでアルバム『サージェント・ペパーズ・ロンリー・ハーツ・クラブ・バンド』が発売される。このアルバムは当時のポピュラー音楽界の枠を超えて多大な文化的影響を与えたと言われている。同月25日、3億人が視聴した世界同時衛星中継番組『Our World（われらの世界）』に出演し、「愛こそはすべて」を披露する。同曲は7月にシングル発売された。
8月にサンフランシスコに赴いたハリスンはヘイト・アシュベリーでヒッピーらと交流を持つが、彼らの実態に対し幻滅するも、逆にシタールの習得の際に触れたインドの瞑想に強い関心を示した。このハリスンの提案で、8月24日、妻の出産に立ち会ったスターを除く3人がロンドンのヒルトン・ホテルで行われたマハリシ・マヘーシュ・ヨーギーの講義に参加。続けてウェールズのバンガーでのセミナーに参加する。しかし27日にエプスタインが急死したため、4人はセミナーを辞去してロンドンに戻る。エプスタインの死によってビートルズのマネジメントの不備が明らかになり、アップル・コア設立が企図される。
9月からテレビ映画『マジカル・ミステリー・ツアー』の撮影が行われ、年末にBBCで放映される。同作のサウンドトラックは、11月にアメリカでコンピレーション形式のLP盤、12月にイギリスでEP盤が発売される。
1968年1月、ハリスンがインドのボンベイで『不思議の壁』を録音。同名映画のサウンドトラックで11月に発売された。その後メンバー全員でリシケーシュのマハリシ・マヘーシュ・ヨーギーの講義に参加。その間にニール・アスピノールとデレク・テイラーの主導でアップル・コアの設立準備を行う。5月、ニューヨークでレノンとマッカートニーがアップル・コア設立の記者会見を行う。7月、アニメーション映画『イエロー・サブマリン』を公開。
8月、レノンと妻のシンシアの関係がオノ・ヨーコにより険悪になったことから、夫妻の息子であるジュリアン・レノンにマッカートニーが伝えようとしたメッセージが元になったシングル『ヘイ・ジュード』が発売される。11月、初の2枚組アルバム『ザ・ビートルズ (ホワイト・アルバム)』が発売。

#### アップル・コア
エプスタインが設立したアップル・パブリッシングという投資目的の会社が元になっている。しかしエプスタインが死去し、その時点でのマネージメント契約や権利の所在がビートルズにも把握困難になったため、メンバー4人およびマル・エヴァンスとニール・アスピノールの計6人が話し合い、その対応策としてアップルを拡大することにした。

### レット・イット・ビーからアビイ・ロードまで

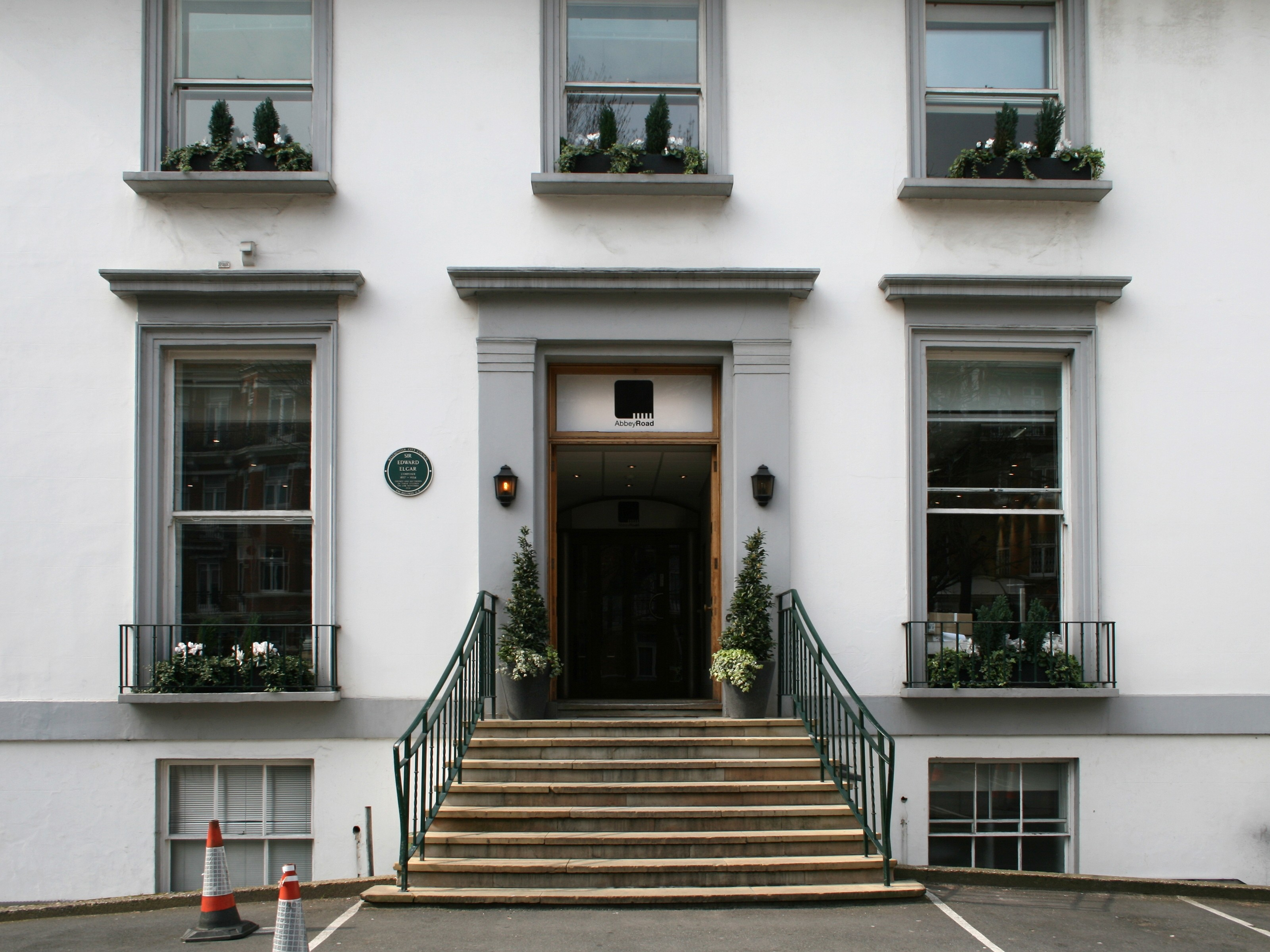
アビー・ロード・スタジオの入口

1969年1月、トゥイッケナム・スタジオで、録音とドキュメンタリー映画の撮影を兼ねたゲット・バック・セッションが始まるが、メンバー間の不和が増大する。マッカートニーとハリスンが衝突し、ハリスンが一時離脱する。復帰を承諾するものの、トゥイッケナムでの撮影続行に不満を示したハリスンに配慮し、サビル・ロウに新しく作られたスタジオで撮影を続行する。ハリスンの提案でビリー・プレストンをセッション・プレイヤーとして招聘して作業を再開したが、結局この時点ではアルバム発売には至らず、次回作と発売順が入れ替わる結果となる。1月30日、映画の最後で使用された屋上での生演奏（ルーフトップ・コンサート）を敢行する。
その後、アップル・コアの財政が危機に陥り、マネージャーの決定を巡ってメンバー間で対立が起こる。マッカートニーは恋人のリンダ・イーストマンの父リー・イーストマンを推したが、他の3人はアラン・クレインを推した。3月12日にマッカートニーがリンダと結婚。同日、ハリスンの自宅を警察が大麻所持の容疑で捜索。同月20日、レノンはかねてから愛人関係にあったオノとジブラルタルで結婚式を挙げる。
4月、アビー・ロード・スタジオにてアルバム『アビイ・ロード』の制作を開始（発売は9月）。8月8日午前10時頃に『アビイ・ロード』のディスクジャケットの写真撮影が行われた。当日は暑かったためマッカートニーはスーツにサンダル履きという姿で現場に出向いており、実際にサンダルを履いて横断歩道を渡るカットも撮影された。22日、レノンの新居にて全員が揃った最後の写真が撮影された。
9月、レノンとオノが結成したプラスティック・オノ・バンドがカナダオンタリオ州トロントで公演を開催。ハリスンはメンバーに誘われたが辞退し、エリック・クラプトンが参加した。レノンが帰国した後の9月末、アップルで今後の活動に関する会議が行われ、小規模なギグから公演を再開するというマッカートニーの提案に対してレノンが「お前はアホか。俺は辞める」と述べた。しかしアラン・クレインはレノンの意向を公表しなかった。1970年4月10日にマッカートニーがビートルズ脱退を表明し、ビートルズは事実上解散となった。
4月17日にマッカートニーはソロ・アルバム『マッカートニー』を発売。5月8日にフィル・スペクターのプロデュースでゲット・バック・セッションでの録音をまとめたアルバム『レット・イット・ビー』が発売される。

#### アルバム『レット・イット・ビー』と『アビイ・ロード』

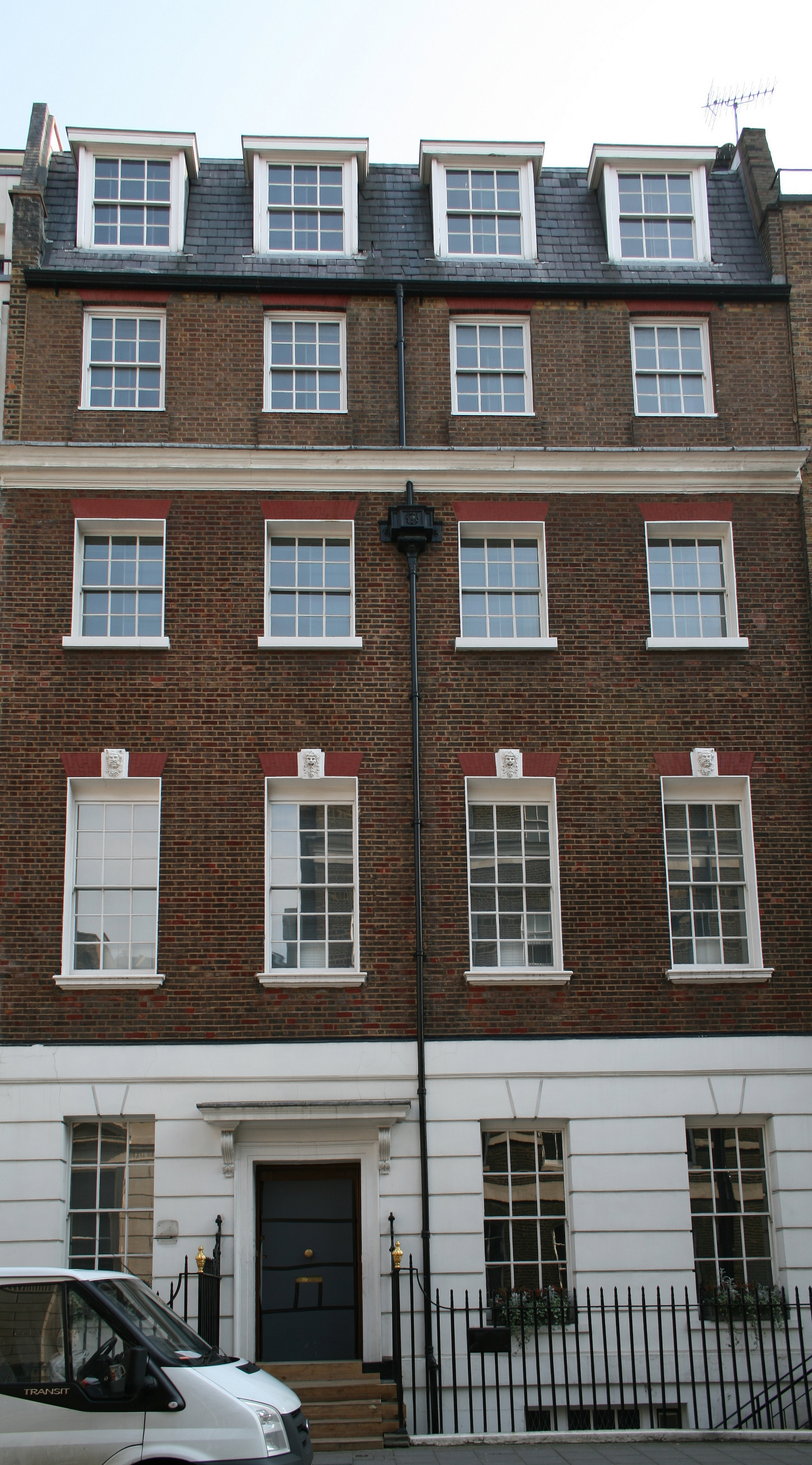
サビル・ロウにあるアップル社のビル。このビルの屋上で、ゲット・バック・セッションの一部であるルーフ・トップ・コンサートを行った。

『レット・イット・ビー』と『アビイ・ロード』は、収録順と発売順とが逆になっている。時系列は以下の通り。
- 1969年1月、ゲット・バック・セッション。
- 1969年4月、『アビイ・ロード』録音開始。8月に終了。
- 1969年9月、『アビイ・ロード』発売。
- 1970年5月、『レット・イット・ビー』発売[注釈 55]。

マッカートニーの提案によるゲット・バック・セッションは、1969年1月2日から31日にかけて行われた。このセッションは新アルバムの制作作業に加え、スタジオでの練習をすべて撮影し、その模様をドキュメンタリーにして放送、そして新曲を披露する公演を行うという企画であった。撮影された映像は後に編集されて、映画『レット・イット・ビー』として公開されることになる。
しかし、メンバーはセッションで収録された音源を気に入らず、制作されたテスト盤『ゲット・バック』の発売を見送った。その後『アビイ・ロード』の制作が開始されたため、この企画は放棄されてしまう。一方アップルは同企画に割いた多額の予算を回収するため、レノンやハリスンにより招聘されたフィル・スペクターを起用してアルバム『レット・イット・ビー』を完成させた。
映画の公開と合わせたため、アルバムが発売された頃にはゲット・バック・セッションから1年以上経っていた。一方、『アビイ・ロード』は従来通りメンバーとジョージ・マーティンがアビー・ロード・スタジオで制作した作品であり、完成した翌月に発売された。この件について、スターは「世の中がどれ程よじれているかが分かる出来事だ。映画は僕やジョンやポールが編集した方がずっと面白いものが出来ただろう」と述べている。

#### 解散
1969年9月20日、ハリスンを除く3人がクレインとともに米国キャピトル・レコードとの契約更新の手続きのためアップル本社で持った会合の席上で、レノンとマッカートニーはバンドの今後を巡って口論になり、レノンは脱退を宣言した。契約更改を控えた現時点で公表することは大きな不利益を被るとマッカートニーとクレインに説得され、レノンの脱退は秘密とすることとなった。しかし、レノンはこれ以降グループの一員としてスタジオに戻ることはなく、実質的にビートルズは解散した。
1970年4月10日、マッカートニーがグループを脱退する意向であることがイギリスの大衆紙『デイリー・ミラー』で報じられた。これは『マッカートニー』の発売前にプレス向けに配付された、マッカートニー自身が用意した資料に基づいた記事であった。一問一答形式の資料の中には「今後ビートルズのメンバーと創作活動をすることはない」とあり、マスコミから「脱退宣言」だと受け取られた。こうしてビートルズは事実上解散した。
同年9月に「ハリスンがクラウス・フォアマンを加入させ、ベース担当にする」との噂が立ったこともあり、マッカートニーは12月30日にロンドン高等裁判所にアップル社と他の3人のメンバーを被告として、ビートルズの解散とアップル社における共同経営関係の解消を求める訴えを起こした。
翌年1971年3月12日、裁判所はマッカートニーの訴えを認め他の3人は上告を断念、この時点でビートルズの解散が法的に決定された（詳細はビートルズの解散問題に記載）。
1971年に発売されたレノンのアルバム『イマジン』収録の「ハウ・ドゥ・ユー・スリープ?」のように、レノンとマッカートニーはソロ作品を通じて互いを非難している。本曲の制作作業にはハリスンも参加し、歌詞の中では「イエスタデイ」、マッカートニーのソロ曲「アナザー・デイ」までをも持ち出し辛辣に皮肉っている。
しかし緊迫した関係は次第に改善し、1980年のインタビューでレノンは「3人には親愛を抱いてるよ。3人が自分の人生の一部を占めてることは事実さ」「人生で二度大きな選択をした。一度目はポール・マッカートニーで二度目はオノ・ヨーコだ。一緒に仕事をしたいと思ったのはこの二人しかいない。二人ともとても良い選択だったと思うよ」と述べている。またハリスンも後にビートルズに対して肯定的な意見を述べているほか、マッカートニーも「問題が発生してるかどうかとは別に、4人の結束は常に固い」と述べている。
なお、スターのみが解散以後も他の3人のとの良好な関係を保ち続けたため、レノン、マッカートニー、ハリスンは共にスターのソロアルバムに参加している。1973年のアルバム『リンゴ』ではアルバム上だけではあったが4人が同じ新作アルバムの中で演奏、レノンが提供した楽曲「アイム・ザ・グレーテスト」ではレノン、ハリスン、スターが演奏に参加している。

## 解散後

### 1970年代
1971年8月、ハリスン主はチャリティー公演「バングラデシュ・コンサート」がニューヨークのマディソン・スクエア・ガーデンを主催し、スターと共に出演した。そのライブ・アルバムは翌年の1972年に発売され、第15回グラミー賞の年間最優秀アルバム賞を獲得している。
1973年、アップル・レコードより2枚組ベストアルバム『ザ・ビートルズ1962年〜1966年』（赤盤）と『ザ・ビートルズ1967年〜1970年』（青盤）が発売される。赤盤がビルボードのアルバムチャートで3位、青盤が1位を獲得した。日本のオリコンでは赤盤が7月9日付けで1位、1973年度の洋楽年間チャート1位となっている。
またこの年は世界各国でビートルズのリバイバルブームが起こり、『タイム』や『ニューズウィーク』などでビートルズが取り上げられた。更に同年11月にリリースされたスターのアルバム『リンゴ』では、他の3人が楽曲提供を行ったほか、録音に参加したことでも話題となった。

### 1980年代
1980年12月8日（米国東部時間）レノンがニューヨークの自宅前で射殺された。 翌年1981年にハリスンが発表したレノンの追悼曲「過ぎ去りし日々」にはスターがドラムス、マッカートニー率いるバンド・ウイングスのメンバーがコーラスとして参加。本曲はレノンの死後初めて他メンバーが共演した作品となった。
1985年、『ギネス・ワールド・レコーズ』が「世界でのビートルズのレコード、テープの総売り上げが10億枚以上」と認定した。
1987年2月26日、ビートルズの作品がCD化され正式に発売された。同年3月9日、「レノン＝マッカートニー」がアメリカの「ソングライターの殿堂」に選ばれた。本来はアメリカ国内の作詞家に対するもので、アメリカ人以外の作曲家としては初の殿堂入りとなった。

### 1990年代
1995年、『ザ・ビートルズ・アンソロジー』のプロジェクトが開始、同年11月、プロジェクトの一環でコンピレーションアルバム『ザ・ビートルズ・アンソロジー1』が発売された。本作にはレノンが遺した未発表のデモ音源を元に製作された新曲「フリー・アズ・ア・バード」や、デビュー前から1964年頃にかけての未発表曲やデモ音源、別テイクが収録され、ビルボードのアルバム・チャートで3週連続1位を獲得している。翌1996年には『ザ・ビートルズ・アンソロジー2』、『ザ・ビートルズ・アンソロジー3』が発売された
1999年にはアニメ映画『イエロー・サブマリン』のDVDがサウンドを5.1ch化され再発されたほか、映画で使用された楽曲に最新のリミックスなどを施した初のリミックスアルバム『イエロー・サブマリン 〜ソングトラック〜』が発売された。

### 2000年代
2000年10月、『ザ・ビートルズ・アンソロジー』の書籍版が出版。同年11月、米ビルボードと英ミュージック・ウィークで1位になった27曲を収録したベストアルバム『ザ・ビートルズ1』が発売。世界34か国で1位を獲得した。
2001年11月29日、ハリスンが脳腫瘍と肺癌のためカリフォルニア州ロサンゼルスで死去する。2003年11月、アルバム『レット・イット・ビー...ネイキッド』が発売。ゲット・バック・セッションで録音された音源に最新のリミックスとリマスタリングを施し、『レット・イット・ビー』でマッカートニーが不満を表明していたフィル・スペクターによるオーケストラなどの追加部分が削除された。
2006年11月、人気ミュージカルシルク・ドゥ・ソレイユのサウンドトラックとして、リミックスアルバム『LOVE』が発売される。2007年1月、イギリスでビートルズのアルバム・ジャケット画を使用した切手が発売。
2009年9月9日、イギリス盤オリジナル・アルバム12作と米編集『マジカル・ミステリー・ツアー』、『パスト・マスターズ』のCDが新たにリマスタリングされたステレオ音源で世界同時発売。同日CD BOX『ザ・ビートルズ BOX』（これらステレオ音源をまとめたもの）に、CD BOX『ザ・ビートルズ MONO BOX』も発売された。後者には『ザ・ビートルズ』までのオリジナルアルバムのモノラル音源と2枚組の『モノ・マスターズ』 が収録されている。ステレオ・アルバム・ボックスをUSBメモリに収録した『ザ・ビートルズ USB BOX』も発売された。このボックスにはオーディオCDのスペックをしのぐFLAC 44.1Khz 24 bitで収録された音源の他、CDブックレット、ボーナスDVDをデータ化したものも収録されている。

### 2010年代
2010年、作品のiTunesでのデジタル配信が解禁される。『LOVE』も2011年2月に配信され、同時にアルバムで1位を獲得した。
2011年6月、『ザ・ビートルズ・アンソロジー』のリマスター版が配信開始。2013年11月11日『オン・エア〜ライヴ・アット・ザ・BBC Vol.2』が世界同時発売。2014年1月27日、ビートルズ訪米50周年記念公演『The Night That Changed America: A Grammy Salute To The Beatles』を開催。終盤ではマッカートニーとスターが「ウィズ・ア・リトル・ヘルプ・フロム・マイ・フレンズ」と「ヘイ・ジュード」で共演した。
2015年11月6日にはリミックスが施された『ザ・ビートルズ1』が、ミュージック・ビデオ集のDVD＆Blu-rayとのセットで再発売された。
2016年3月8日、ビートルズのほとんどの楽曲をプロデュースし「5人目のビートルズ」とも称されたマーティンが死去する。6月17日にmoraで全アルバムのリマスター版と『LOVE』、『アンソロジー』、『アンソロジー・ハイライト』が解禁された。
2017年5月27日、『サージェント・ペパーズ・ロンリー・ハーツ・クラブ・バンド』の発売50周年を記念したボックスが発売。
日本では2017年11月18日〜2018年1月28日の日程で「ビートルズ展」が開催され、日本公演のプログラムなどのほか日本初公開アイテムを含む約400点を展示されている。
2018年11月9日、『ザ・ビートルズ』の発売50周年を記念したボックスが発売。
2019年9月27日、『アビイ・ロード』の発売50周年を記念したボックスが発売。翌10月4日付の全英アルバムチャートで1位を獲得し、1970年1月31日以来の1位奪還を果たした。

### 2020年代
2021年10月15日、『レット・イット・ビー』スペシャル・エディションが発売。
2021年11月25日、ドキュメンタリー映画『ザ・ビートルズ: Get Back』がDisney+で配信開始。
2022年1月28日、ライブ・アルバム『Get Back (The Rooftop Performance)』が各種ストリーミングサービスで配信開始。このアルバムはメンバーの音声のみを収録し、警察などの音声を削除している。同年2月9日から5日間限定でルーフトップ・コンサートを劇場公開用に編集した『ザ・ビートルズ: Get Back (Rooftop Performance)』を全国のIMAXシアターで上映され、後にアンコール上映も行なわれた。
2023年11月2日、レノンが遺した未発表楽曲「ナウ・アンド・ゼン」に生前のハリスン、そして新たにマッカートニーとスターらがオーバーダビングを加えたうえで、最新の技術でミックスを行い「ビートルズ最後の新曲」として発売した。
また、11月10日、ベスト・アルバム『ザ・ビートルズ1962年〜1966年』（通称「赤盤」）、『ザ・ビートルズ1967年〜1970年』（通称「青盤」）の2枚が2023年の最新エディションとして再発された。両アルバムとも新曲を含む楽曲を追加、スペシャルエディションで発売されたリミックス音源はそのままに、その他は最新リミックスを施した全曲ミックス音源で再発売される。11月、全英シングルチャートで1位を獲得。1969年の「ジョンとヨーコのバラード」以来54年ぶりに全英のシングルチャートで1位を獲得しケイト・ブッシュが保持していた44年ぶり1位の記録を塗り替えた。また1963年の「フロム・ミー・トゥ・ユー」以来、最初と最新の1位の期間が最も長いアーティストとしてもこれまでの記録のエルヴィス・プレスリーの47年6ヶ月を塗り替えた。

## ディスコグラフィ
以下、1980年代のCD化以降にビートルズのカタログを構成する公式作品として扱われている作品。
- 『プリーズ・プリーズ・ミー』 – Please Please Me（1963年）
- 『ウィズ・ザ・ビートルズ』 – With the Beatles（1963年）
- 『ハード・デイズ・ナイト』 – A Hard Day's Night（1964年）
- 『ビートルズ・フォー・セール』 – Beatles for Sale（1964年）
- 『ヘルプ!』 – Help!（1965年）
- 『ラバー・ソウル』 – Rubber Soul（1965年）
- 『リボルバー』 – Revolver（1966年）
- 『サージェント・ペパーズ・ロンリー・ハーツ・クラブ・バンド』 – Sgt. Pepper's Lonely Hearts Club Band（1967年）
- 『マジカル・ミステリー・ツアー』 – Magical Mystery Tour（1967年）
- 『ザ・ビートルズ (ホワイト・アルバム)』 – The Beatles（1968年）
- 『イエロー・サブマリン』 – Yellow Submarine（1969年）
- 『アビイ・ロード』 – Abbey Road（1969年）
- 『レット・イット・ビー』 – Let It Be（1970年）
- 『パスト・マスターズ』 – Past Masters（1988年）

## 評価と影響

### 音楽的評価と影響
デビュー当初はアイドルグループと認識される傾向が強かったが、その時期においても音楽的評価はなされていた。先輩格の同業者では、ジェリー・リー・ルイスが才能を認める発言をしており、ザ・ビーチ・ボーイズのカール・ウィルソンは「抱きしめたい」のファンだったと述べている。ビーチ・ボーイズのブライアン・ウィルソンはビートルズの勢力拡大に関してメンバーと話し合い、勢力維持のために自分達の音楽性を変化させることを提案している。なお、後年発表されたビーチ・ボーイズのアルバム『ペット・サウンズ』は、逆にビートルズの『サージェント・ペパーズ・ロンリー・ハーツ・クラブ・バンド』に影響を与えることとなった。後進のミュージシャンでは、トム・ペティやジャクソン・ブラウンが称賛と共に、ビートルズがポピュラー音楽を変容させた点を挙げており、U2のボノもビートルズの前衛性を評価している。他にもオジー・オズボーン、グラディス・ナイト、ブルース・スプリングスティーンなど、様々なジャンルのミュージシャンがビートルズのファンだったことを打ち明けている。1967年にリリースされた『サージェント・ペパーズ・ロンリー・ハーツ・クラブ・バンド』の音楽的な評価は特に高く、それまでビートルズに批判的または無関心だった層にも好評を得て、ポピュラー音楽そのものを変革した作品と評された。スターは「1966年〜67年頃のバンドは、ほぼ全てビートルズに影響されていて、それらのプロデューサーは多かれ少なかれ自分の担当するバンドの音をビートルズに似せようとしていた」と述べている。

### 自作自演
ビートルズのレパートリーは、自作曲と既製のロック・ポップス曲のカバーとが有るが、活動期間中にイギリスで発売された22枚のシングルは全てメンバーの自作曲である。チャック・ベリーなど自作自演のロックミュージシャンは以前から存在したが、1962年頃の音楽産業界の主流ではなかった。当時はプロデューサーと版権業者と音楽作家の連携（ティンパンアレイ方式）が行われており、ジョージ・マーティンもその慣習をビートルズに伝えている。ビートルズ以前に数多くの全英チャート1位を獲得したバンド「クリフ・リチャード&シャドウズ」なども、その多くが外部の作家の作品で、ディッキー・プライドやビリー・フューリーといった当時の人気歌手も同様だった。ビートルズも、当初はマーティンの発案で外部の作家による「ハウ・ドゥ・ユー・ドゥ・イット」をデビュー・シングルとする予定だったが、メンバーは自作曲のシングル発売を頑として主張し、結果として同じ日にレコーディングされた自作曲「ラヴ・ミー・ドゥ」でデビューした。自作自演は以降のイギリスの音楽産業界に次第に浸透していくことになる。代表的な例が、ビートルズより少し後にデビューしたローリング・ストーンズであり、キース・リチャーズとミック・ジャガーがそれまでの既成曲優先から方向を変えて自作自演するようになったのは、ビートルズのメンバーから作曲について直にアドバイスされたからだった。

### イギリスとアメリカの音楽産業の構図の変化
ビートルズのデビューおよびイギリスでの活動は、イギリスの音楽産業そのものにも変化をもたらしている。ホリーズに在籍していたグラハム・ナッシュは「ビートルズ以前のイギリスの芸能界はロンドンが中心で、地方とは分け隔てられた状態だった。それをリヴァプールのバンドであるビートルズが突破して市場の勢力が一変し、その結果、マンチェスターのバンドであるホリーズにもチャンスが巡ってきた」と述べている。
次の変化はアメリカで起こっている。1963年まで、イギリスのポップ・グループの曲がアメリカのビルボード・シングル・チャートで1位になったのはトルネイドースの「テルスター」が唯一の例で、それも2作目以降はヒットを持続させていなかった。しかし1964年初頭、キャピトルが初めてリリースしたビートルズのシングル『抱きしめたい』がビルボードで1位となった後、4月4日には上位5曲をビートルズが占め、翌週の11日にはビートルズの曲14曲が100位以内にチャート入りするという事態が生じた。このビートルズの人気によって障壁が打ち破られ、この後、イギリスの多くのバンドがアメリカに進出を始める。ローリング・ストーンズやアニマルズ、キンクス、デイヴ・クラーク・ファイヴ、ハーマンズ・ハーミッツ、ザ・フー、ピーター&ゴードンなどが進出したこれらの一連の流れは、「ブリティッシュ・インヴェイジョン」と呼ばれている。この状況に対し、ファン層が異なっていたモータウンを除いて、当時のアメリカ側の音楽関係者の多くは対応策を迫られ、状況の分析と打開に向けて動き始めることになった。

### ビートルズへの影響
ビートルズ自身は自分たちは「多くの音楽その他の事象に影響されている」と述べている。
メンバー各人が述べているように、エルヴィス・プレスリー、リトル・リチャード、チャック・ベリー など1950年代に活躍した先駆的ミュージシャン達にビートルズは影響を受けている。特にチャック・ベリーは、音楽も歌詞の内容も評価が高い。
一方、エルヴィス・プレスリーとリトル・リチャードの持つアイドルとしての要素にも憧れていたとメンバーは述べている。ただし、プレスリーについては、レノンもマッカートニーもデビュー・アルバム『エルヴィス・プレスリー登場!』の頃を中心に高く評価しているものの、60年代以降の作品は興味を持てない（マッカートニーの発言）と述べている。レノンはプレスリーとの対談において、「昔のスタイルに戻るつもりはないのか」と進言している。
それ以外にもカール・パーキンス、ジェリー・リー・ルイス、チェット・アトキンス、ファッツ・ドミノ、ジーン・ヴィンセント、バディ・ホリー、エディ・コクラン、ハンク・ウィリアムズなどのR&Bやロカビリー、カントリー・ミュージックにも影響されている。なおビル・ヘイリーの「ロック・アラウンド・ザ・クロック」に対する評価は分かれていて、マッカートニーとハリスンとスターが気に入っているのに対し、レノンは「印象は余り強くなかった」と述べている。
デビューから間もなく影響を受けたのはボブ・ディランである。1964年1月に赴いたフランスで現地のDJから譲り受けた『フリーホイーリン・ボブ・ディラン』をメンバーは愛聴していた。同年に行われた2回目のアメリカツアーで本人に面会した時は、全員がディランのデビュー・アルバム『ボブ・ディラン』を持っていた。特にレノンはディランの作風に強く傾倒しており、1965年に発表された「悲しみはぶっとばせ」をディランに影響された作品だと述べている。
「ノルウェーの森」を始め、ビートルズにインド音楽の影響が表れたのは、ハリスンがザ・バーズのデヴィッド・クロスビーや、ラヴィ・シャンカルの曲に影響されたためである。さらに前述の通り、『サージェント・ペパーズ・ロンリー・ハーツ・クラブ・バンド』はザ・ビーチ・ボーイズの『ペット・サウンズ』の影響を受けている。

#### ジョージ・マーティンの功績
1962年6月6日、ビートルズを採用したパーロフォンのジョージ・マーティンは、同年10月に発売されたデビュー・シングル『ラヴ・ミー・ドゥ』から、最後に録音されたオリジナル・アルバム『アビイ・ロード』までのプロデュースを担当し、音楽性に大きな影響を与えた。デビューに際しては選曲でビートルズのメンバーと意見を異にしたが、シングル『プリーズ・プリーズ・ミー』以降はメンバーの自作曲を優先してシングル化している。マーティンは当初メンバーのうち誰か1人をメイン・ボーカルに設定するつもりだった。当時の人気バンド「クリフ・リチャード&ザ・シャドウズ」などに代表される様に、この頃は「ボーカリスト&バックコーラス」、または「リード・ボーカル・ウィズ・バックバンド」という形式が多かったためで、マーティンも第2のクリフ・リチャードと成り得るスターを1名作り出そうとしていた。しかし結局、マーティンはビートルズにこの形式を導入せず、曲によってボーカル担当を変更する形式を取り入れた。「イン・マイ・ライフ」に代表されるピアニストとしての参加やストリング・セクション、ホーン・セクションのアレンジ、楽器の使い方をメンバーに教えるといった、音楽面での重要な役目も担っている。1966年8月のツアー中止以降の、スタジオ・ワークを重視した時期には、「ストロベリー・フィールズ・フォーエバー」のテンポと調が異なる2テイクを1つに編集したり、アルバム『サージェント・ペパーズ・ロンリー・ハーツ・クラブ・バンド』に収録された「ビーイング・フォー・ザ・ベネフィット・オブ・ミスター・カイト」のオルガン録音でのテープ編集を手がけている。なお、発売順としては最後となったアルバム『レット・イット・ビー』は、最終的にフィル・スペクターが完成させたが、1969年1月からトゥイッケナム・スタジオで開始されたゲット・バック・セッションにはジョージ・マーティンが参加し、テスト盤として制作されたアルバム『ゲット・バック』も、マーティンがグリン・ジョンズと共同プロデュースしている。

#### ブライアン・エプスタインの功績
リヴァプールのレコード店｢NEMS｣ の責任者だったブライアン・エプスタインは、1961年に地元のバンドであるビートルズの存在を知り、12月にマネージメント契約を締結した。
当時のイギリス音楽業界の中心地はロンドンであり、地方都市を拠点とするバンドがレコードを販売したり、全国ツアーを行うことは基本的になかった が、エプスタインはロンドンにあるレコード会社を廻ってビートルズを宣伝し始めた。この営業活動に対して大手レコード会社のデッカ・レコードが応じているが、これはエプスタインが大手レコード店NEMSの責任者であることが影響していた。1962年1月に受けたデッカの審査は不合格になるが、エプスタインは引き続きレコード会社を廻って営業を続け、その結果EMIパーロフォンのマーティンによる審査に合格することになる。
レコードデビュー後は、『エド・サリヴァン・ショー』の出演契約締結などでアメリカへの進出を実現させ、ビートルズの世界進出に営業面で貢献している。1966年8月の公演活動終了後も、1968年に公開されたアニメーション映画『イエロー・サブマリン』の制作契約を結んでいる。

### 批判と公的な抑圧
ビートルズを筆頭とするロック/ポップ・グループの流行については、1963年当時から批判が存在した。特にビートルマニアと称されたファンの一部が、真夜中にもかかわらずビートルズが宿泊するホテルの周囲を4,000人ほどで取り囲んで喚声を上げたりするといった騒動がタイムズ誌などで報道されている。日本でも、最初の映画の公開時に、地方上映を待てない100人以上の未成年のファンが、保護者の承諾を得ないまま上京して警察に補導されている。
風紀の乱れ、青少年への悪影響といった不当な批判が増大していき、母国イギリスでは1965年のMBE勲章の叙勲時にその批判が顕在化した。ビートルズへの叙勲に抗議する形で勲章を返却する者も現れ、この時は863個の勲章が返却された。同1965年、イスラエルはビートルズの公演を拒否した。
さらにアメリカではレノンのキリスト発言に対する批判、日本では来日前に正力松太郎の「ペートルなんとかいう連中」発言や、細川隆元と小汀利得による「薄汚い西洋の連中に貴重な外貨を使うな」発言 など、不当な批判や抑圧があった。
またソビエト連邦や東ドイツを中心とした共産主義国家は、ロック音楽を「資本主義による精神汚染」とみなし、ソ連ではそのレコード発売には政府からの許可が下りなかった。また、中華人民共和国などの共産主義系一党独裁国家や、大韓民国や北朝鮮、インドネシアなど当時の発展途上国ではビートルズは注目されず、公演が開催されたりレコードが公式に発売されたことさえなかった。

## 映像作品

### ビートルズ側が制作した作品
解散前にビートルズが制作した映像作品は5本ある。この内、ブライアン・エプスタインがユナイテッド・アーティスツと契約した劇場用映画が『ハード・デイズ・ナイト』（1964年）、『ヘルプ!4人はアイドル』（1965年）、およびエプスタインの死後に制作・公開されたアニメ『イエロー・サブマリン』（1968年）の3本である。テレビ映画『マジカル・ミステリー・ツアー』はマッカートニーが企画し、1967年にBBCで放送された。
ドキュメンタリー映画『レット・イット・ビー』は1969年に撮影され、1970年に公開された。1980年代に本作のVHS版やレーザーディスク版が発売された。
2020年現在、『レット・イット・ビー』を除く4本の作品については、DVDやBlu-ray Discが発売されている。

### ドキュメンタリー作品
1966年にBBC Oneで前年のシェイ・スタジアム公演の模様を収録したドキュメンタリー『THE BEATLES/シェアスタジアム』が放送された。1967年にアメリカでABCでのテレビ放送や劇場公開が行われた。
1982年に記録映画『コンプリート・ビートルズ』（1982年）がMGMから公開され、その後ビデオソフトとして発売された。
1995年には計11時間におよぶ公式ドキュメンタリー『ザ・ビートルズ・アンソロジー』が制作され、2曲の新曲、未発表曲、アウトテイクを集めたアルバムと共に発表された。
2004年には初期のアメリカ公演の模様を収録した『ザ・ビートルズ ファースト U.S.ヴィジット』が発表されている。
関係者のドキュメンタリーも作られている。2012年には映画『プロデューサー ジョージ・マーティン〜ビートルズを完成させた男〜』が、2013年にはビートルズのマネージメント・スタッフの一人でデビュー前からの知己でもあったフリーダ・ケリーを主人公にした映画『愛しのフリーダ』が公開されている。
2016年9月22日には、1966年までの公演活動を扱った公式ドキュメンタリー映画『ザ・ビートルズ〜EIGHT DAYS A WEEK - The Touring Years』が公開された。
2021年11月25日、ディズニー配給の公式ドキュメンタリー映画『ザ・ビートルズ:Get Back』がDisney+で独占配信された。2020年制作の『ミーティング・ザ・ビートルズ・イン・インド（Meeting the Beatles in India）』が、2022年9月23日に日本で公開された。2023年1月27日、KDDI、WOWOW配給の『ミスタームーンライト 1966 ザ・ビートルズ武道館公演　みんなで見た夢』が劇場公開された。
なお、1988年に公開されたレノンの伝記映画『イマジン』は、一部にビートルズ時代の映像が収録されている。

### ビートルズを題材にした映画
スチュアート・サトクリフのビートルズでの活動とアストリット・キルヒャーとの関係と死を描いた映画『バック・ビート』が1994年に公開された。2000年には、レノンの半生とクオリーメン結成からビートルズがアメリカを席捲するまでを描いたテレビ映画『ジョン・レノン/青春のビートルズ』、1976年にウイングスの全米ツアーが開始したマッカートニーがレノンの家を訪れたという逸話を元にしたテレビ映画『ザ・ビートルズ 1976 ダコタ・ハウスにて』が放送された。
2011年にはリアム・ギャラガーの企画で、マイケル・ウィンターボトムが監督するビートルズ映画の制作が発表された が、その後続報がなく公開もされていない。
2014年には、世界中のファンが「自分にとってのビートルズ」を語る『ビートルズと私』（セス・スワースキー監督）が発売された。
2019年にはビートルズが消えてしまった世界で、唯一ビートルズの存在を覚えているシンガーソングライターの活躍と苦悩を描いた『イエスタデイ』が公開された。

### プロモーション映像
公演活動終了後のビートルズは、新曲のプロモーション用に映像を撮影してテレビで放送するという方法を取り始めた。「ストロベリー・フィールズ・フォーエバー」や「ペニー・レイン」などのプロモーション・ビデオ映像が作られ、公演を通じた宣伝の代替手段として取り扱われる。マッカートニー主導で制作されたテレビ映画『マジカル・ミステリー・ツアー』は、娯楽作品としての評判は芳しくなかったが、『ザ・ビートルズ・アンソロジー』において、ハリスンが冗談交じりに「MTVは僕らの発明さ」と語っているように、芸術映画・音楽映像作品としては評価する向きもあり、スティーヴン・スピルバーグなどが、映画学校の学生時代に同作に注目していたと述べている。

## ビートルズ作品の著作権
ビートルズのメンバーによる楽曲の著作権の多くは、以下の経緯で所有者が何度も変わっている。

### 最初の2作品
1962年10月に発表されたファースト・シングル『ラヴ・ミー・ドゥ / P.S. アイ・ラヴ・ユー』は、EMI傘下の音楽出版社アードモア&ビーチウッドに登録された。しかし同作は全英シングルチャート最高17位に止まるなど、メンバーとマネージャーのブライアン・エプスタインの期待を下回った。そこで、エプスタインはジョージ・マーティンのアドバイスを受け、1963年1月に発表された2枚目のシングル『プリーズ・プリーズ・ミー / アスク・ミー・ホワイ』をディック・ジェイムズの音楽出版社ディック・ジェイムズ・ミュージック(DJM)に登録することにした。ジェイムズの尽力により、同作は全英2位を記録した。これを機にジェイムズとエプスタインの関係はより強固になった。

### ノーザン・ソングス
エプスタインは成功を機に、レノン＝マッカートニー作品の著作権を管理するための音楽出版会社を設立することを決め、1963年2月22日にノーザン・ソングス社を設立した。同社は、ジェイムズとレノン、マッカートニー、エプスタイン（NEMSエンタープライズ）による合弁会社であった。しかし、同社がビートルズと締結した契約は、当時メンバーとエプスタインが著作権を十分に理解していなかったこともあり、利益分配比はDJMが5割、レノン、マッカートニー、NEMS合わせて5割と、大変不公平なものであった。また同社の議決権株式はDJM（ジェイムズとチャールズ・シルヴァー）が51%を占める一方でマッカートニーが20%、レノンが19〜20%、エプスタインが9〜10%しか保持していなかったため、契約内容の修正も困難であった。後にマッカートニーは「MOJO」誌2005年9月号の取材において、このときのノーザン・ソングス社の契約について「ジョンと僕は騙されたんだ、絶対にね（中略）僕らは奴隷契約書に署名させられたわけさ。」と発言している。
1965年2月にノーザン・ソングスは節税の為に500万株をロンドン証券取引所に公開。1967年のエプスタインの死後は弟のクライブ・エプスタインが取締役に就任した。1968年3月にハリスンとスターが契約満了を迎えると、それ以降ノーザン・ソングスに登録される楽曲はレノン＝マッカートニーの楽曲のみになった。

### ハリソングス
1963年11月に発売されたセカンドアルバム『ウィズ・ザ・ビートルズ』に初めてハリスンの作品「ドント・バザー・ミー」が収録された。そこで便宜上、ノーザン・ソングスで管理されることになった。しかし著作権料はレノン＝マッカートニー作品に比べて低かった。そこで1964年9月、ハリスンはNEMSの手を借り、シェルフ・カンパニーだったモーンヨーク社を買収し音楽出版社を設立した。12月にはハリソングスと改称した。しかし1965年3月、ハリスンは著作権料の値上げと1.6%の株式を譲り受ける条件でノーザン社と3年間の契約を更新した。このためハリソングス社は休眠状態になった。ノーザン社の株を取得したことでハリスンはレノン＝マッカートニー作品の収益からも配当を受けられるようになったが、アルバムに収録される作品が増えるにつれ、著作権料の低さに不満が募っていった。
1968年3月にノーザン社との契約が終了すると、ジャッキー・ロマックスのために作曲した「サワー・ミルク・シー」をハリソングス社に登録し、8月にアップル・レコードからリリースした。アルバム『ザ・ビートルズ (ホワイト・アルバム)』以降は「オールド・ブラウン・シュー」を除いてハリスンの楽曲はすべてハリソングス社から出版された。

### スタートリング・ミュージック
1968年3月にノーザン社との契約が終了すると、スターもハリスンに倣って音楽出版社スタートリング・ミュージックを設立した。それまでビートルズの楽曲として採用される曲はなかったスターだったが『ザ・ビートルズ (ホワイト・アルバム)』に「ドント・パス・ミー・バイ」が収録されることになり、この曲が最初の登録曲になった。

### ATV
1969年6月、ジェイムズはノーザン・ソングスの株を数%所有していたATV社に、自身が保有していた株を売却。残りの株を巡ってビートルズとATVで争いが始まったが、ビートルズはこれに敗れ、ノーザン・ソングスの筆頭株主はATVとなった。そしてビートルズのビジネスマネージャーだったアレン・クラインはビートルズの持ち株をジェイムズの倍の値段でATVに売却し、決着をつけた。これにより、多くのビートルズ楽曲の著作権は作者であるビートルズの元を離れた。
1970年4月10日にマッカートニーがビートルズ脱退を発表し、ビートルズは解散することになるが、このATVによるノーザン・ソングス買収とそれにまつわる金銭問題はその要因の一つとなったと言える。
また、1971年にマッカートニーが発表したシングル『アナザー・デイ』は表記上は妻リンダ・マッカートニーとの共作となっており、同年にレノンが発表したシングル『ハッピー・クリスマス（戦争は終った）』も妻オノ・ヨーコとの共作となっているが、この作者名の表記変更はATVとの権利問題によるものであった。

### マイケル・ジャクソン
1985年、ノーザン・ソングスの親会社であるATVを当時27歳のマイケル・ジャクソンが約4750万ドルで購入した。これ以降、ジャクソンがビートルズの版権の所有者となった。1995年12月、ソニーのアメリカ合衆国での音楽出版部門とジャクソンのATVミュージックパブリッシングが合併して誕生した「ソニーATVミュージックパブリッシング」に版権が移った。ジャクソンはその版権から株式持ち分に基づく配当として収益を受けるという形になった。ちなみに、ジャクソンに版権ビジネスを教えたのはマッカートニーだと言われている。

### その後
2009年6月25日にジャクソンが死去した後、版権を巡って様々な報道がなされている。
2017年1月、マッカートニーはニューヨーク裁判所にソニーATVミュージック・パブリッシングに対して、楽曲著作権の返還を求める訴訟を起こし、7月に訴訟が和解に達した。
なお、EMI傘下のアードモア&ビーチウッド・パブリッシングが所有していた「ラヴ・ミー・ドゥ」「P.S.アイ・ラヴ・ユー」の2曲は、1978年からマッカートニーのMPLコミュニケイションズが保有している。また「プリーズ・プリーズ・ミー」「アスク・ミー・ホワイ」の2曲は、ジェイムズがノーザン・ソングスに移管せず、DJMで管理し続け、1986年にポリグラム社に売却され、さらに1999年にユニバーサル・ミュージックが買収し、所有している。「ペニー・レイン」は、ATVを一時所有していたオーストラリアの大富豪ロバート・ホームズ・ア・コートがジャクソンに売却する際、この曲が好きだった娘のキャサリンに贈るためにカタログから除外した。このため、現在はキャサリン・ホームズ・ア・コートが保有している。

## 日本におけるファンクラブ

### 公認ファンクラブ
- レッツ・ゴー・ビートルズ(LGB) - 1965年3月設立。公認期間1965年3月～1966年6月
- ビートルズ・ファン・クラブ(BFC) - 1965年1月設立。公認期間1966年7月～1972年3月
- ザ・ビートルズ・クラブ(BCC) - 1966年設立。現在の公認ファンクラブ。旧ビートルズ・シネ・クラブ。

### その他のファンクラブ
- コンプリート・ビートルズ・ファン・クラブ(CBFC)
- イモータル・ビートルズ・ファン・クラブ(IBFC)
- 東京ビートルズ・ファン・クラブ(TBFC)

## 来日公演
- Asian Tour 1966（1966年）
  - 6月30日（夜）・7月1日（昼・夜）・2日（昼・夜） 東京 日本武道館